# Anonáceas

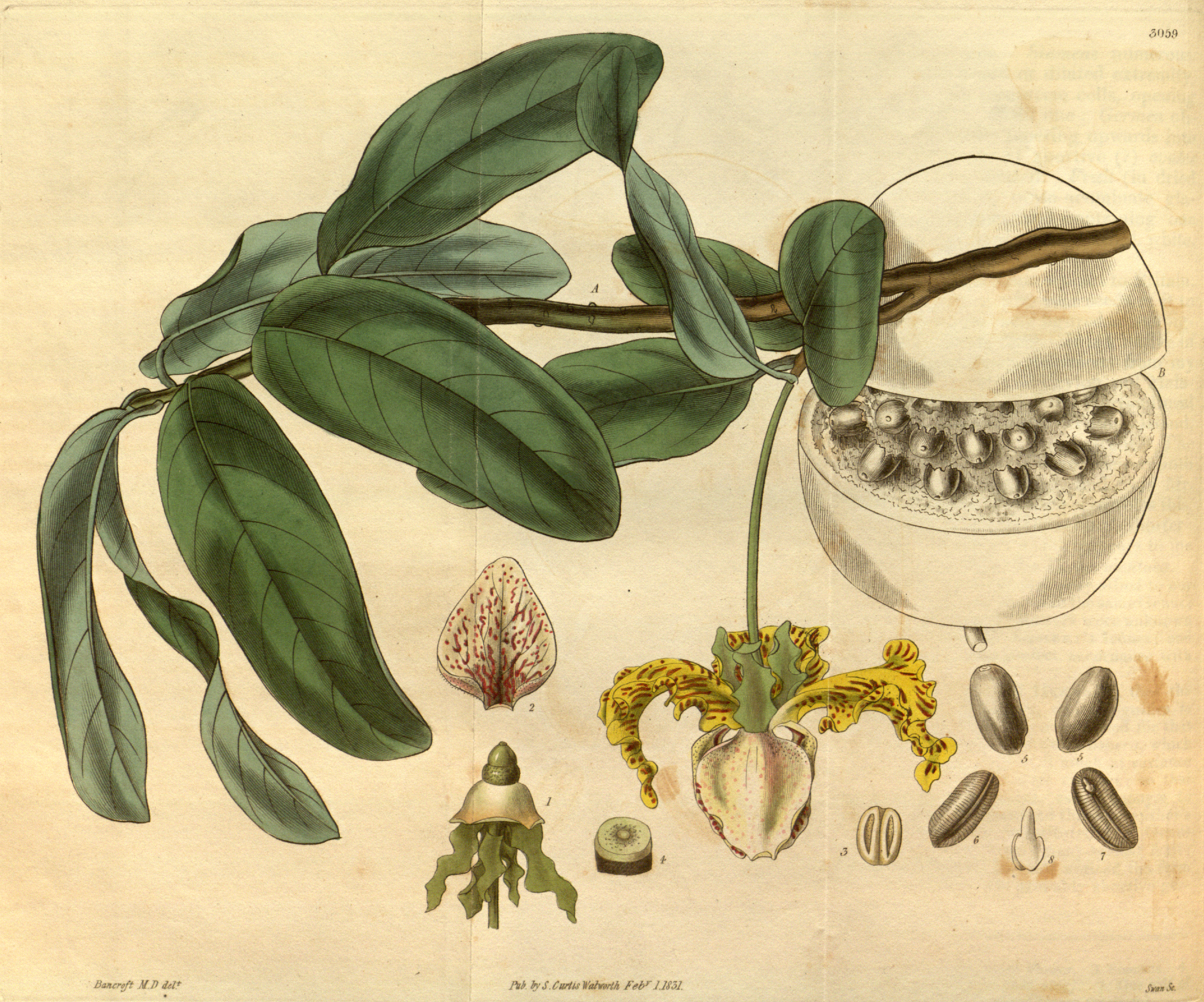
Ilustração de Monodora myristica mostrando as características morfológicas fundamentais da família.

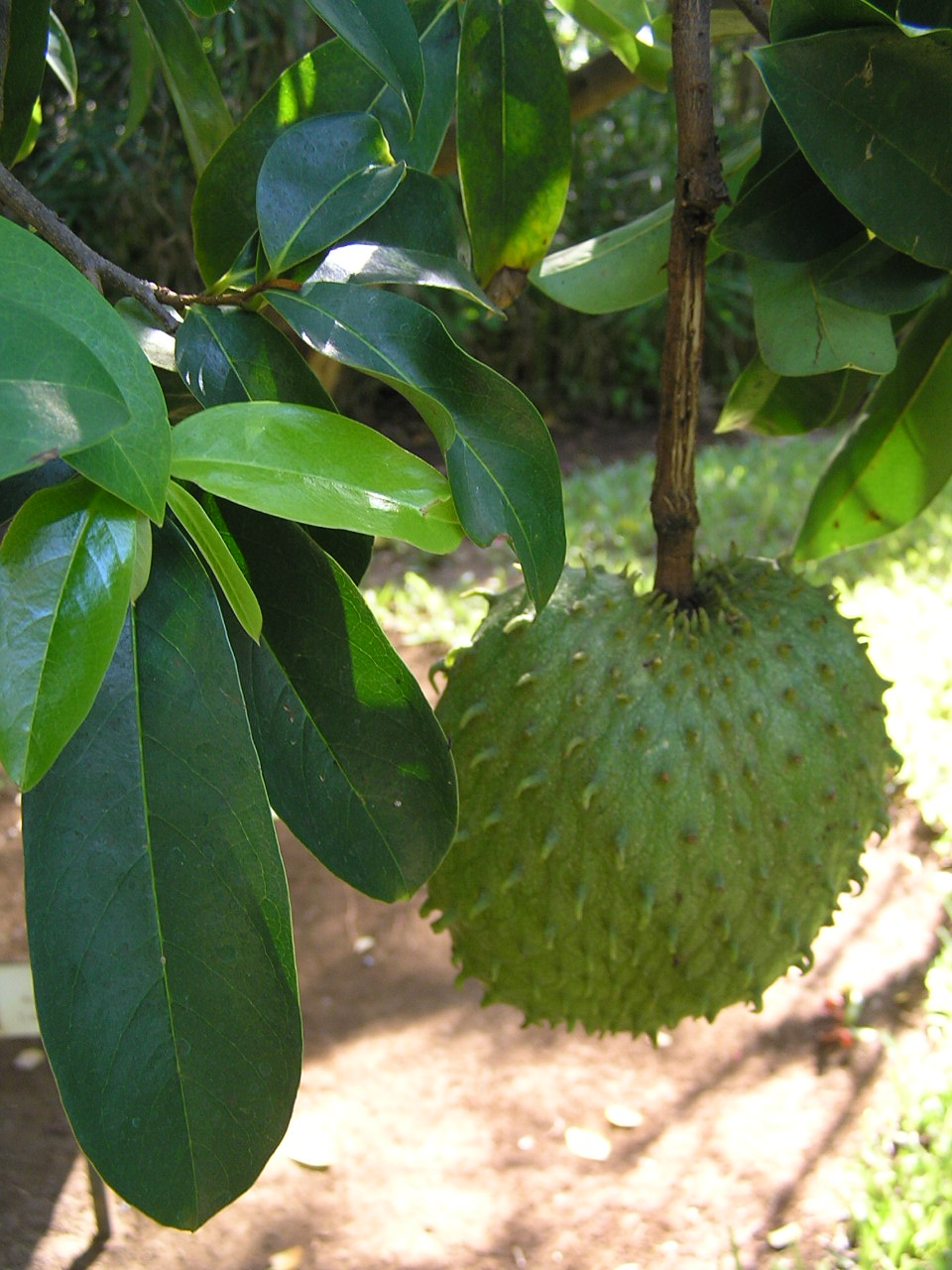
Folhas e fruto de Annona muricata.

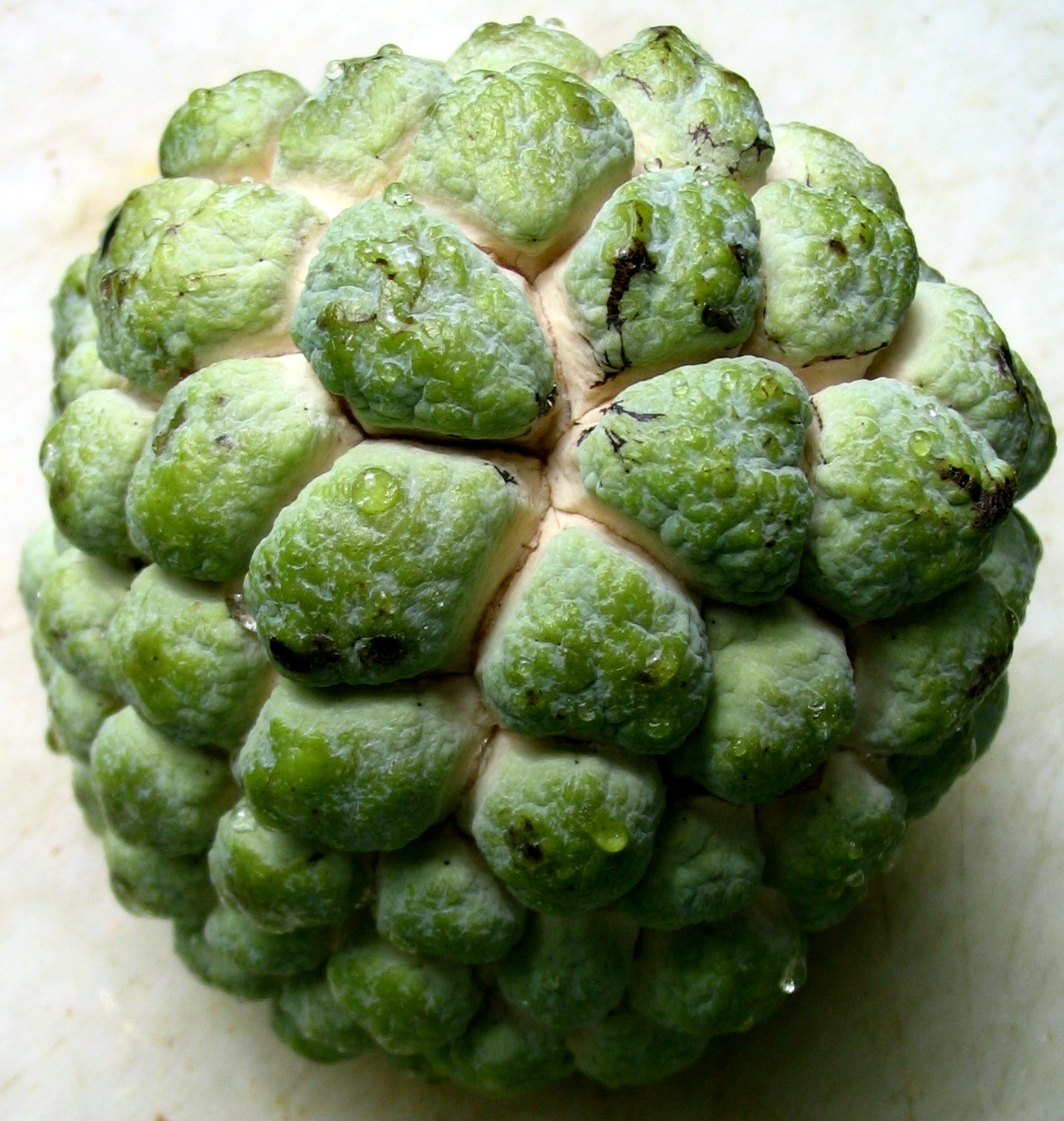
Fruta-pinha, o fruto típico das Annonaceae.

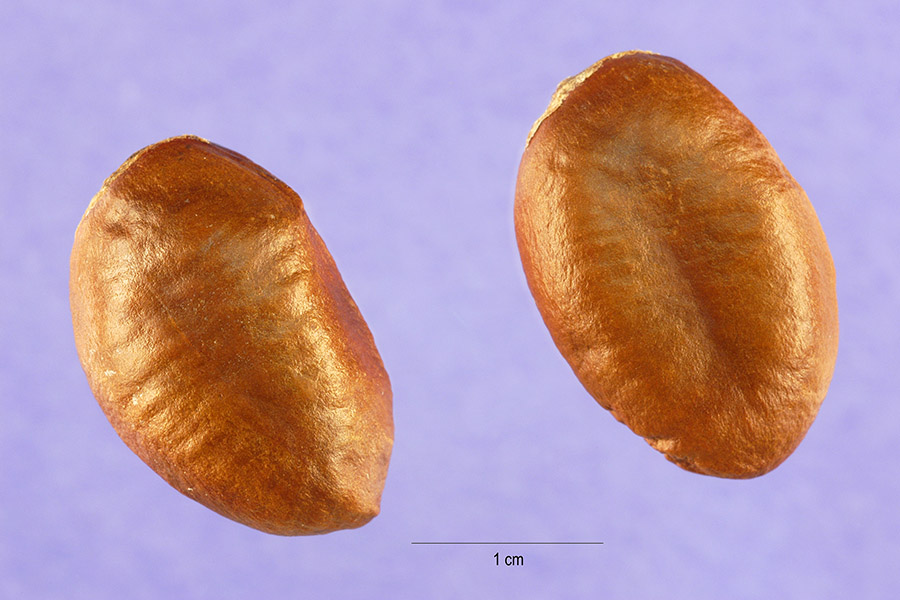
Sementes de Asimina triloba.

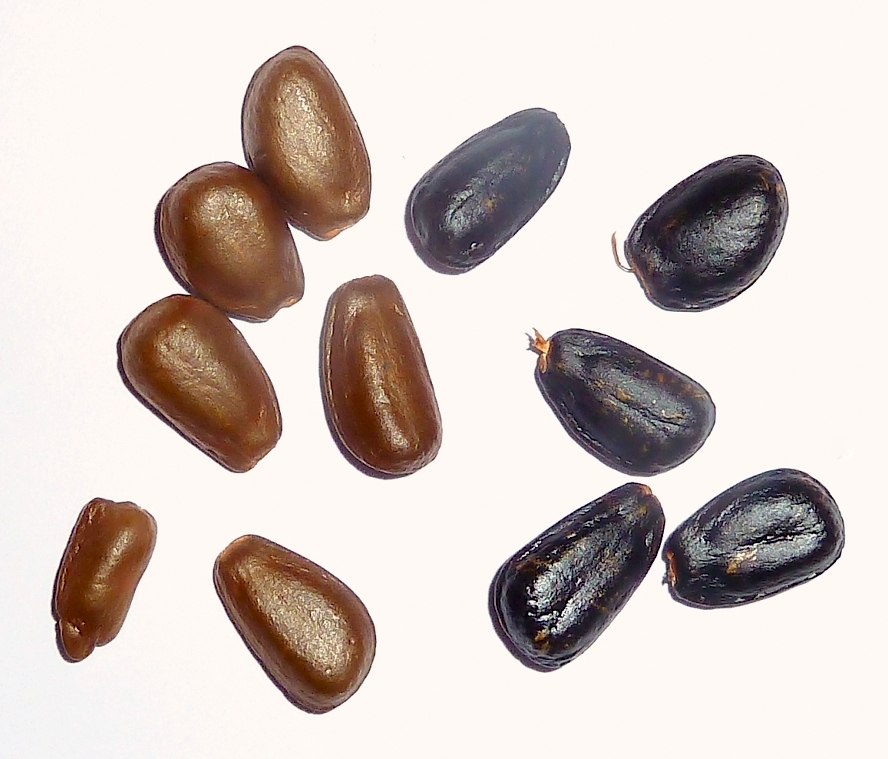
Sementes soltas de Annona cherimola (as de coloração negra, à direita, são frescas e as de coloração castanha, à esquerda, foram deixadas expostas ao ar e à luz durante algumas horas).

Anonáceas (Annonaceae) é uma família de plantas dicotiledóneas pertencente à ordem Magnoliales, de que é o maior taxon, incluindo cerca de 2400 espécies agrupadas em 108 a 129 géneros, maioritariamente árvores e arbustos, raramente lianas. A família inclui diversas árvores fruteiras de elevado interesse económico, como as anonas, a fruta-do-conde, a graviola e o biribá. A família tem distribuição pantropical, com centros de diversidade nas regiões tropicais da América do Sul e Central e do Sueste Asiático, com apenas algumas espécies presentes nas regiões temperadas. Cerca de 900 espécies são da região Neotropical, 450 da região Afrotropical, sendo a maioria das restantes espécies da região Indomalaia. No Brasil ocorrem cerca de 250 espécies, pertencentes a 33 géneros. Os géneros que constituíam as famílias Hornschuchiaceae e Monodoraceae foram incluídos na família Anonaceae em consequência da análise filogenética.

## Descrição

### Morfologia
As espécies que integram as Annonaceae são maioritariamente árvores ou arbustos (mesofanerófito a microfanerófitos), raramente subarbustos ou lianas, com indumento de pelos simples, estrelados ou escamosos, por vezes com raízes tabulares ou com pneumatóforos. Em alguns casos apresentam xilopódios. Muitas espécies são aromáticas. São plantas dioicas, raramente monoicas (algumas espécies de Uvariopsis) ou androdioicas (em Pseuduvaria, Greenwayodendron e Diclinanona).
Os caules com lenho característico, apresentando bandas contínuas de parênquima, tangenciais e concêntricas, e vasos pequenos, raios homogéneos a debilmente heterogéneos, uni-seriados ou mais frequentemente multi-seriados. Nodos trilacunares.
As folhas são alternas, dísticas, simples, sem estipulas, com margem inteira, raras vezes espiraladas, com nervação craspedódroma a broquidódroma, sem estípulas. Estômato paracíticos. Idioblastos presentes, oleosos ou mucilaginosos. Astroesclereídeos e osteoesclereídeos presentes.
As flores são geralmente grandes e vistosas, bissexuadas, diclamídeas; cálice dialissépalo, corola de 3-4 pétalas, dialipétala; estames numerosos, espiralados (ou raramente cíclicos), anteras rimosas; gineceu dialicarpelar, comumente pluricarpelar, com carpelos dispostos em espiral, ovário súpero, placentação erta ou marginal, óvulos 1-numerosos. As flores são solitárias, pareadas ou em fascículos, terminais, axilares ou supra-axilares, aparecendo sobre troncos ou ramos, raramente em rebentos subterrâneos, perfeitas ou unissexuais, actinomorfas, hipóginas, frequentemente com uma única bráctea adaxial. Receptáculo plano, hemisférico ou cónico. Sépalas (2-)3(-4), num verticilo, valvadas ou imbricadas, livres ou aderentes pelo menos na base, persistentes ou caducas. Pétalas (0-)3-6(-12), usualmente em 2 verticilos de (2-)3(-4) ou num verticilo, valvadas ou imbricadas, livres ou fundidas na base, usualmente alternissépalas, carnosas ou coreáceas, raramente membranosas. Estames numerosos e espiralados, ou 3-15 e verticilados. Por vezes existem estaminódios. Os filamentos são curtos e livres, raramente longos e monadelfos, anteras lineares, com deiscência extrorsa ou raramente latrorsa, por vezes transversalmente septadas, conectivo usualmente com um prolongamento truncado, cónico ou piramidal. Carpelos numerosos a 1, apocárpicos a sincárpicos ou paracárpicos, estilos livres ou fundidos, usualmente curtos, cilíndricos, estigmas capitados, oblongos ou em ferradura. Óvulos numerosos a 1 por carpelo, anátropos, com placentação basal ou marginal na sutura ventral em 1-2 filas. A inflorescência, cimosa, às vezes é reduzida a uma única flor.
O fruto pode ser simples, com cada elemento carnoso ou lenhoso, deiscente ou indeiscente, séssil ou estipitado, ou composto (sincarpo) com numerosos carpelos unisseminados, ou ser unilocular e plurisseminado. A família apresenta enorme variedade de formas e tipos de fruto, mas geralmente o fruto, apocárpico ou sincárpico, é uma baga.
As sementes são usualmente grandes, com ou sem arilo, com um sulco periférico nos frutos em folículo deiscente. O endosperma é abundante, ruminado, usualmente em forma de lâminas irregulares (ruminações laminiformes), duro, oleoso. O embrião é pequeno e recto.
O pólen é muito delicado, navicular a triangular, globoso ou disciforme, monoaperturado distalmente ou inaperturado, frequentemente em díadas, tríadas ou tétradas, com exina granular ou columelar, por vezes com uma camada basal lamelada, superfície reticulada a atectada.
O número cromossómico é x = 7, 8, 9; 2n = 16, 24, 32, 48, 64. Foi comprovada a existência de poliploidia em vários géneros.

### Fitoquímica
Os membros da família Annonaceae, particularmente nos seus frutos e sementes, são ricos em alcaloides derivados da benzil-isoquinolina (aporfinas e oxoaporfinas), em berberinas com estruturas similares à morfina, e em alcaloides c-metilados. Contudo, os esteroides estão ausentes.
Uma grande variedade de compostos químicos, incluindo flavonoides, alcaloides e acetogeninas, têm sido extraídos das sementes de muitas outras partes destas plantas, entre os quais flavonoides c-metilados e c-benzilados, que são característicos das Annonaceae, nitrofeniletano e diterpenos (kauranos e clerodanos), benzilbenzoatos, estirilpironas e poliquétidos, bem como triterpenoides tetra- e pentacíclicos, e lignanos furofurânicos (como a (+)-epimembrina e a (+)-epieudesmina).
As acetogeninas das Annonaceae apresentam longas cadeias alifáticas, com ou sem anéis tetrahidrofuranos ou tetra-hidropiranos, com um anel de β-lactona num dos extremos. Estes compostos estão restritos à família e devido à sua toxicidade têm sido objecto de investigação para explicar a potente actividade biológica que apresentam.
Os flavonoides e alcaloides contidos nas folhas e na casca de várias espécies da família apresentam propriedades insecticidas.
O composto designado por annonacina contido nas sementes e folhas de muitas Annonaceae, incluindo Annona muricata (graviola), é uma neurotoxina para os humanos e parece estar ligado ao aparecimento de doenças neurodegenerativas. Resultados experimentais mostram que a afecção conhecida por tauopatia, associada a uma acumulação patológica de proteína tau no cérebro, pode ser desencadeada pela annonacina.

## Ecologia
As flores são preponderantemente protóginas. A polinização de muitas espécies é efectuada por pequenos escaravelhos, principalmente das famílias Nitidulidae e Curculionidae, atraídos por odores florais que imitam fruta apodrecida e que chegam a utilizar as flores como lugar de postura. Contudo, os escaravelhos maiores tendem a destruir partes florais ao alimentarem-se delas. Para se defender destes últimos, algumas espécies impedem o acesso aos carpelos mediante o encerramento das pétalas internas, o que propicia a autopolinização.
A espécie Cymbopetalum macropodum, com flores grandes em longos pedúnculos pendentes, é provavelmente quiropterófila (polinização por morcegos), enquanto que a espécie Monodora myristica é dipterófila (polinização por moscas).
A dispersão dos frutos e sementes é fundamentalmente efectuada por zoocoria, sendo os animais mais comuns os primatas, as aves e os quirópteros, mas estão assinalados casos em que a dispersão é feita por iguanas, tartarugas e jacarés. Algumas das espécies com folículos deiscentes são capazes de expulsar as sementes a considerável distância.
As anonáceas em geral são espécies que se desenvolvem em clima tropical, com apenas algumas espécies dos géneros Asimina e Deeringothamnus a ocorrerem em zonas temperadas da América do Norte. Em geral, há um marcado contraste entre as formas do Velho Mundo e as do Novo Mundo.
As formas do Velho Mundo tendem a ser trepadoras ou de hábito muito estendido (reptantes), por vezes escandentes, preferindo as selvas húmidas a baixa altitude, até aos 1500 m de altitude, raramente até aos 2000 m.
Pelo contrário, as formas do Novo Mundo tendem a ser árvores ou arbustos e a crescer em zonas de savana e cerrado, onde algumas espécies estão altamente especializadas como pirófitos, entre as quais algumas espécies de Annona e Duguetia, não sendo contudo óbice a que algumas espécies, como Raimondia quinduensis, alcancem os 2600 m de altitude nas montanhas colombianas. Algumas espécies do Novo Mundo são árvores caducifólias que habitam as selvas caducifólias baixas.

## Sistemática

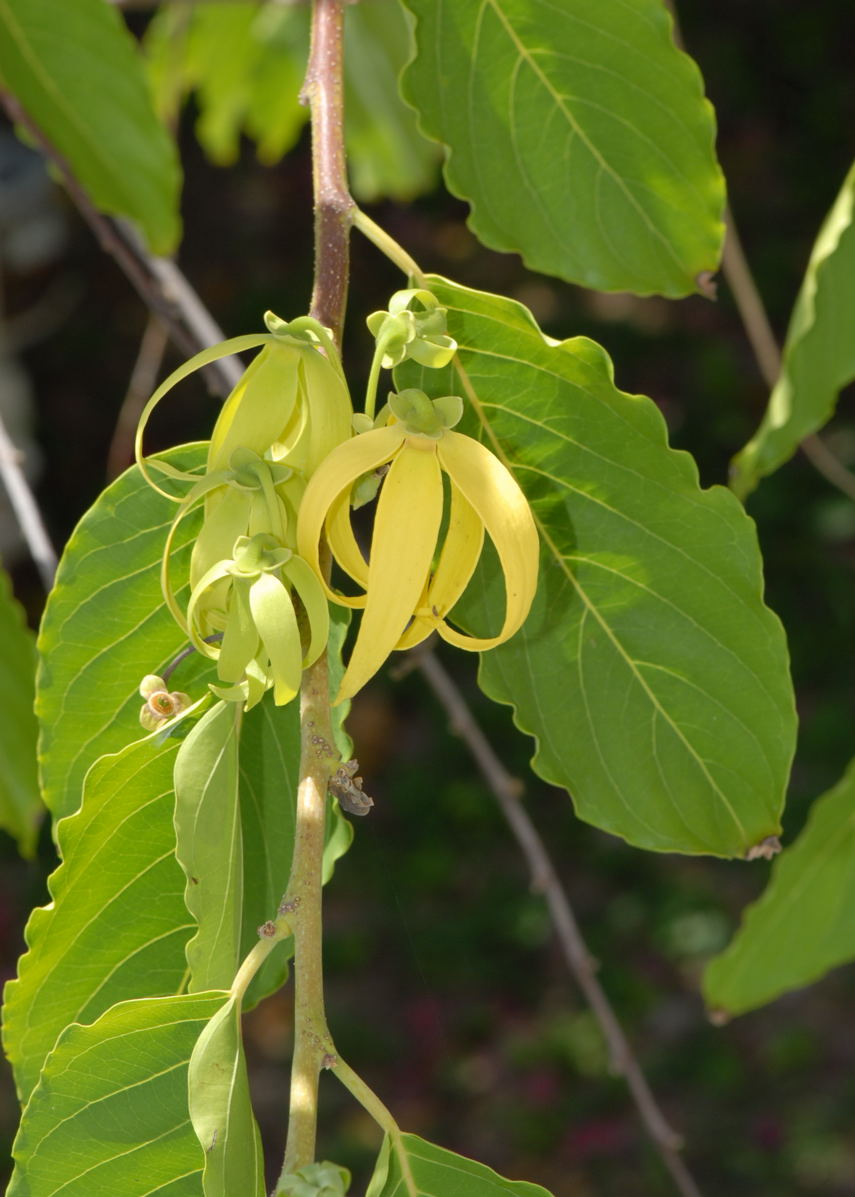
Subfamília Ambavioideae: ramo com folhas e flores de ylang-ylang (Cananga odorata).

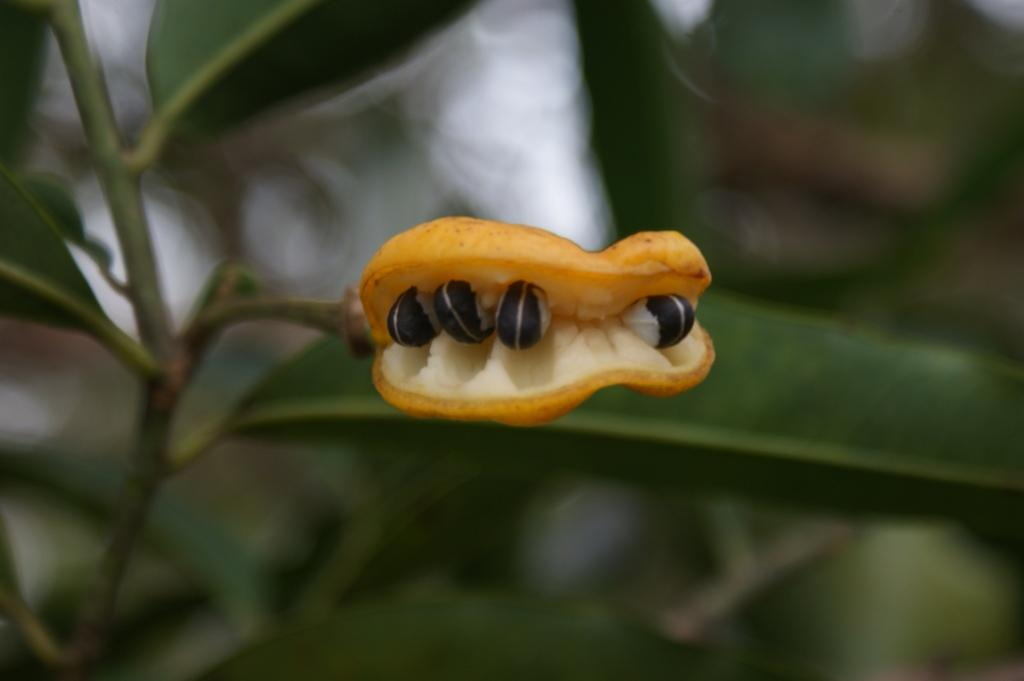
Tribus Bocageeae: Aufgeplatzte Frucht von Cardiopetalum calophyllum

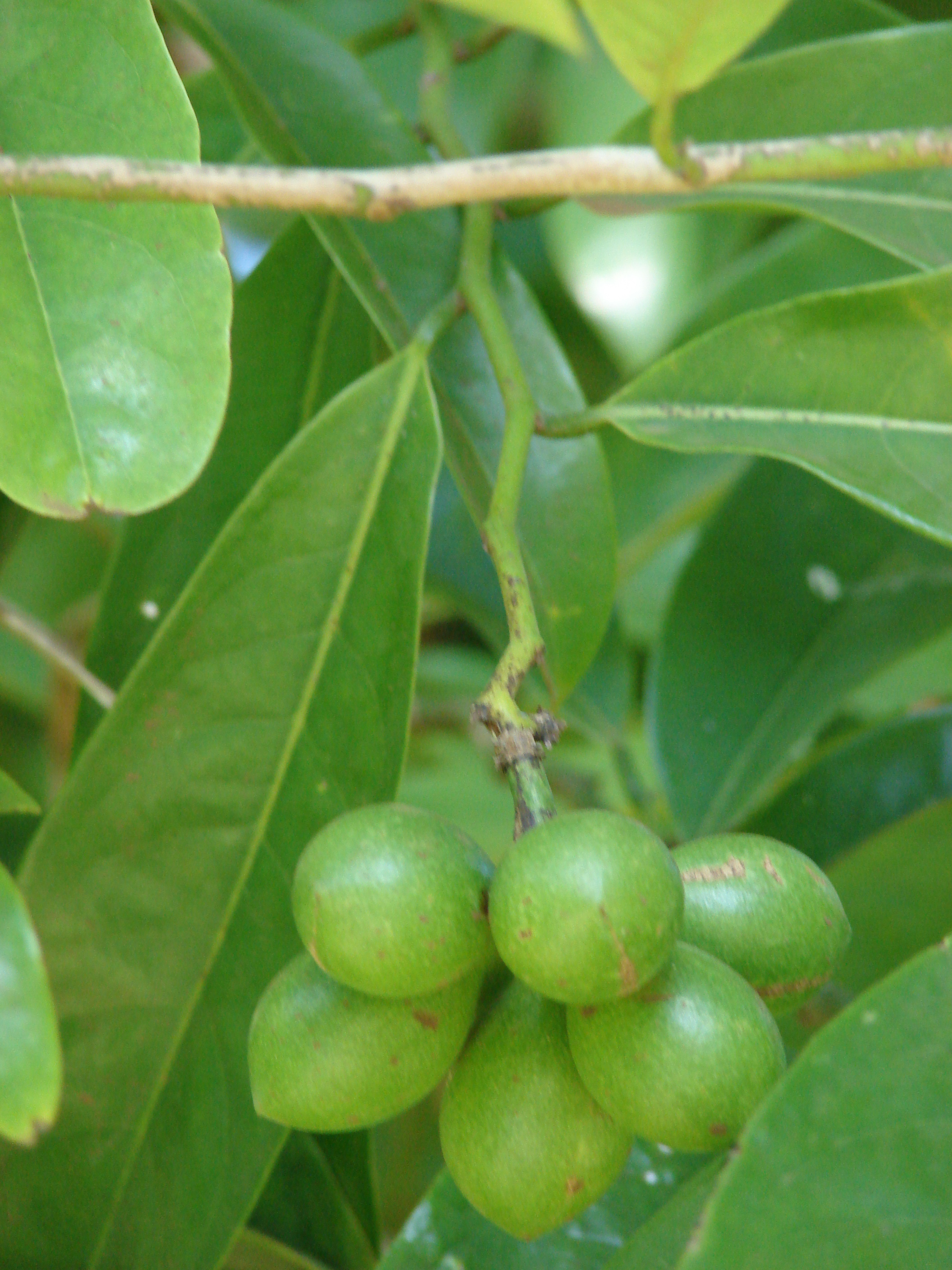
Tribo Xylopieae: folhas e frutos de Artabotrys hexapetalus.

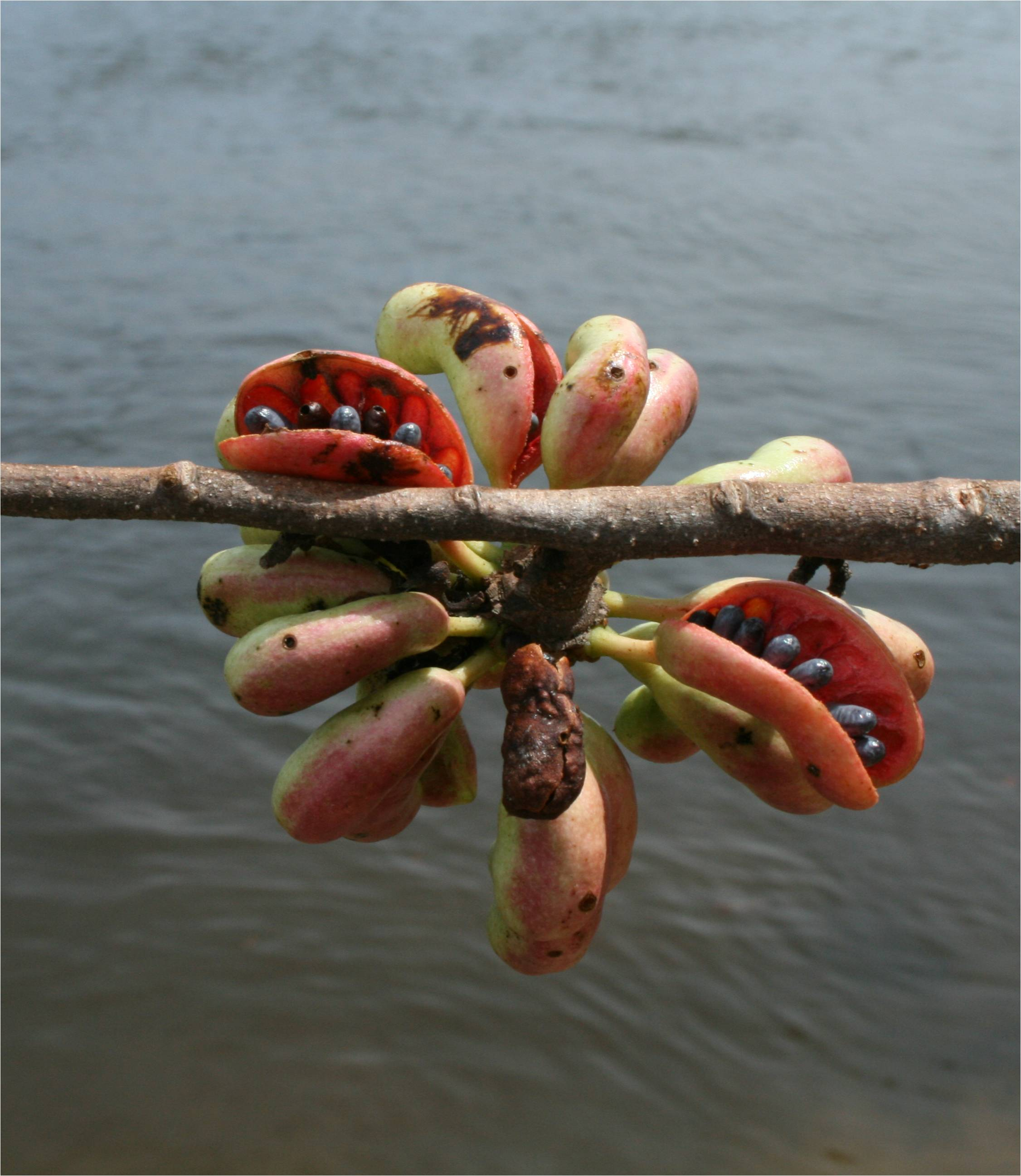
Tribo Xylopieae: frutos de Xylopia aromatica.

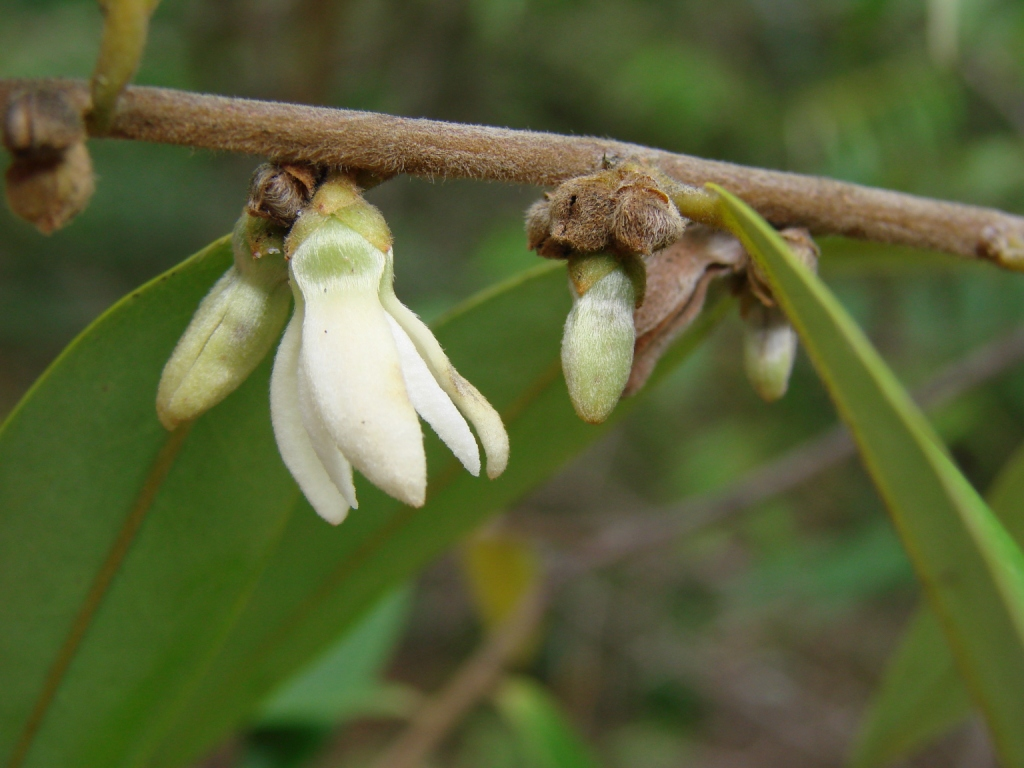
Tribo Xylopieae: flores de Xylopia sericea.

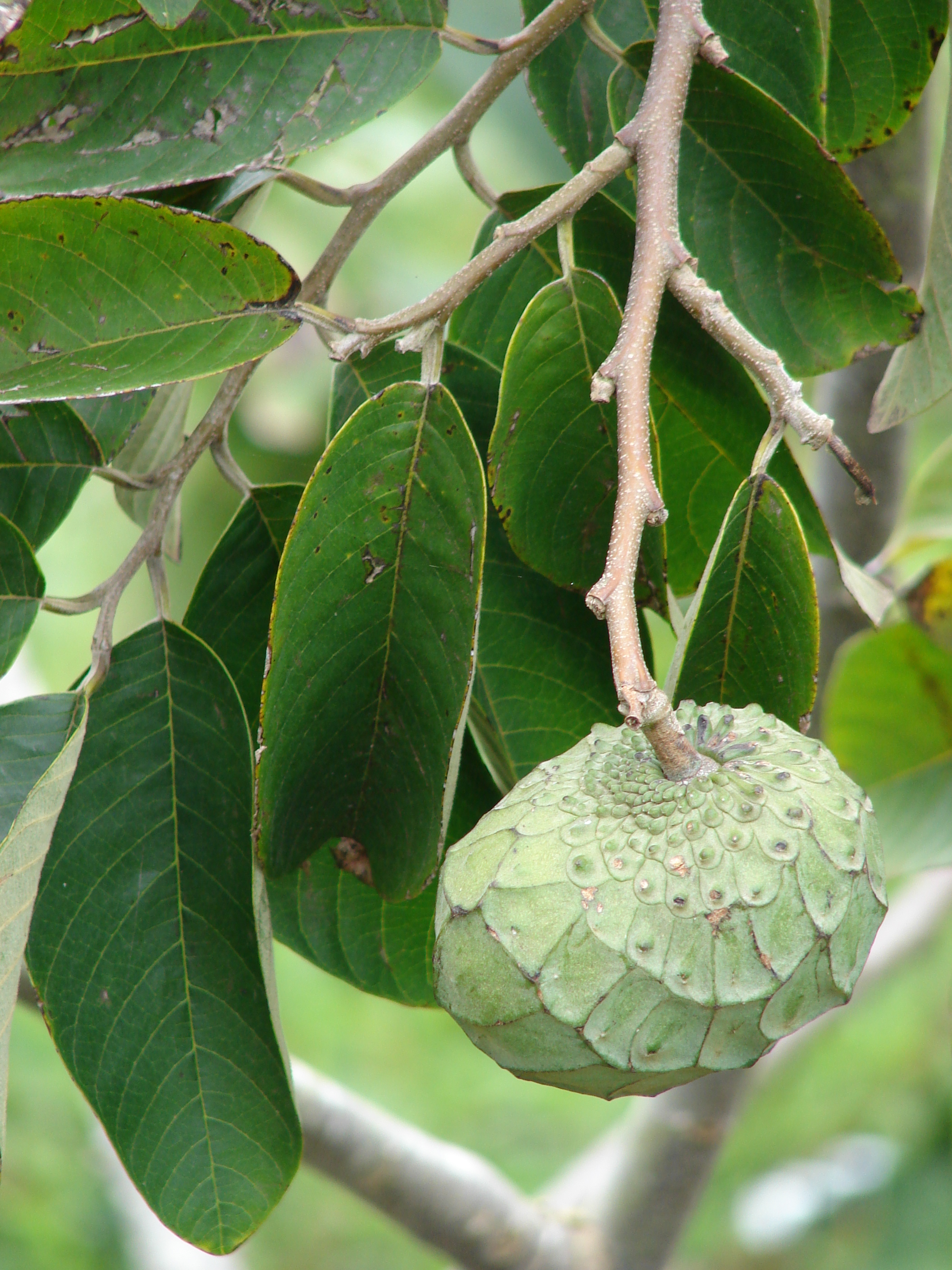
Tribo Annoneae: anona (Annona cherimola).

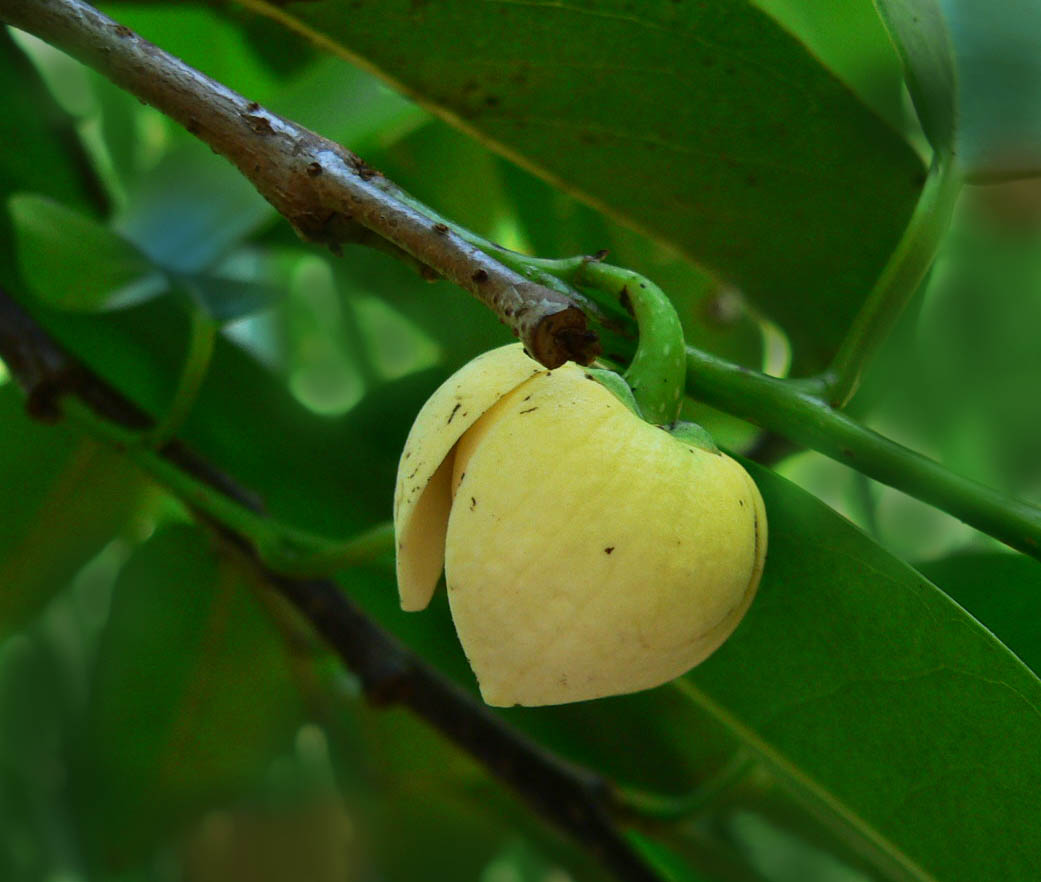
Tribo Annoneae: Annona glabra.

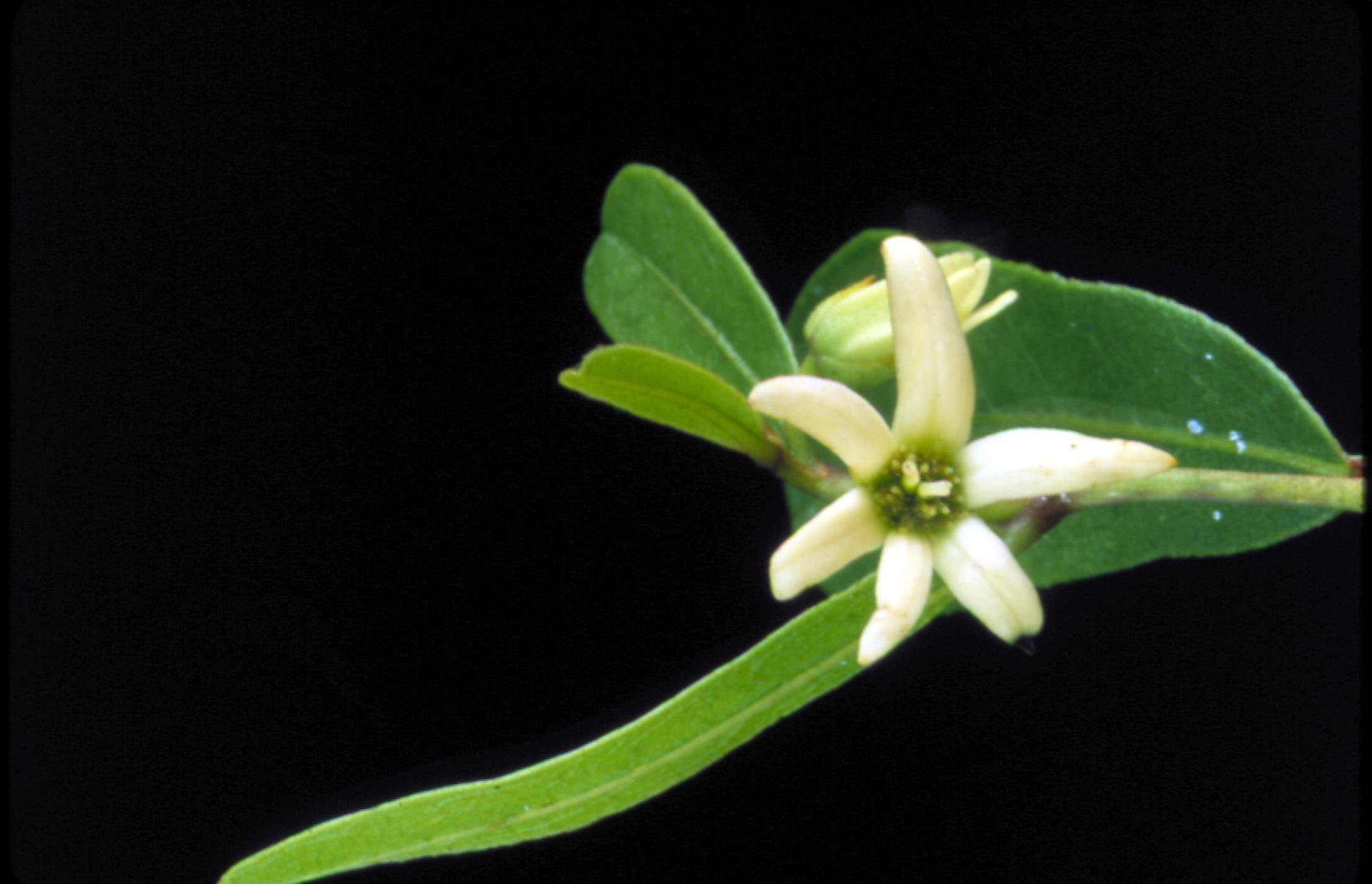
Tribo Annoneae: flores de Asimina pulchella.

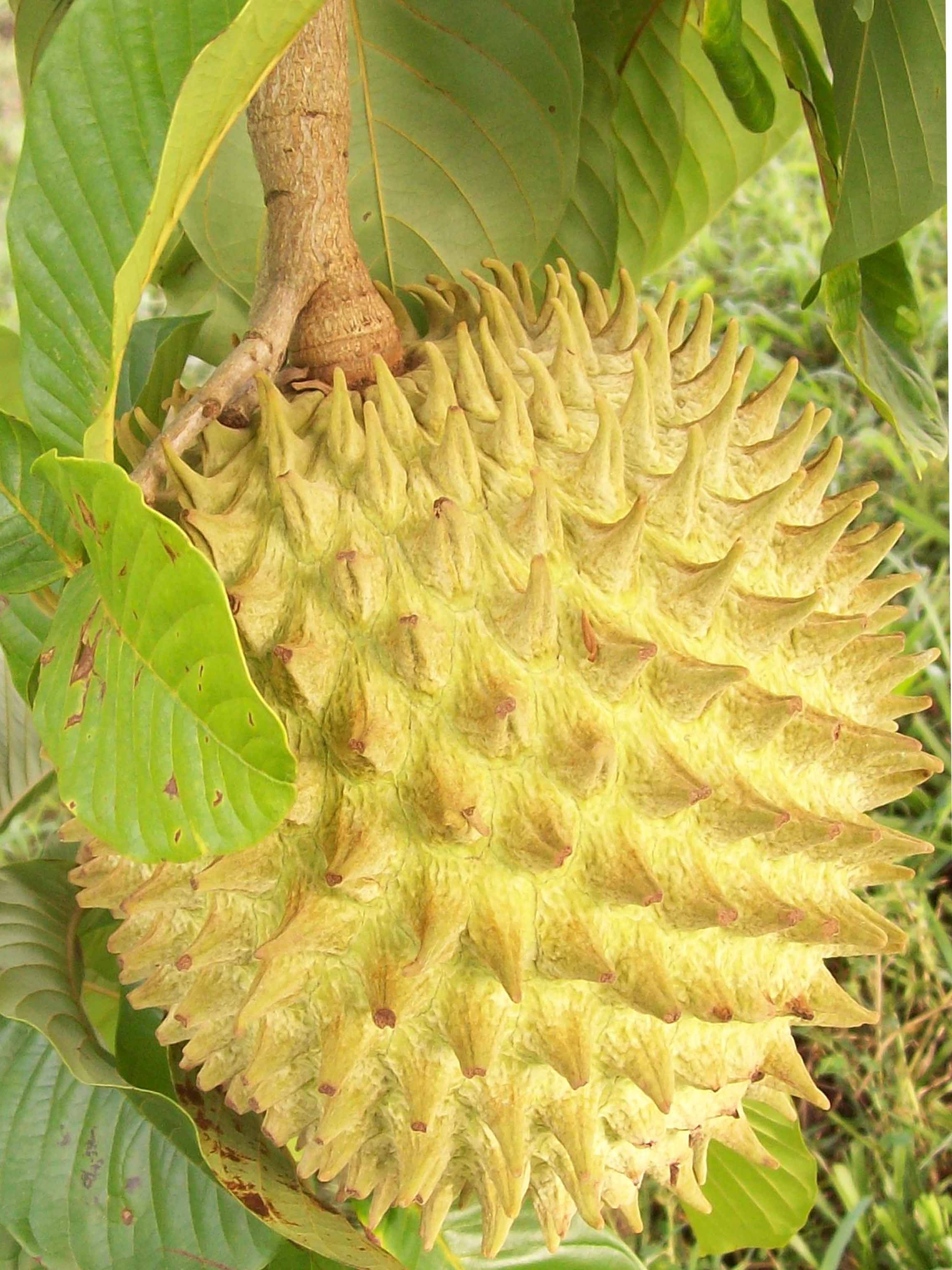
Tribo Annoneae: Annona mucosa.

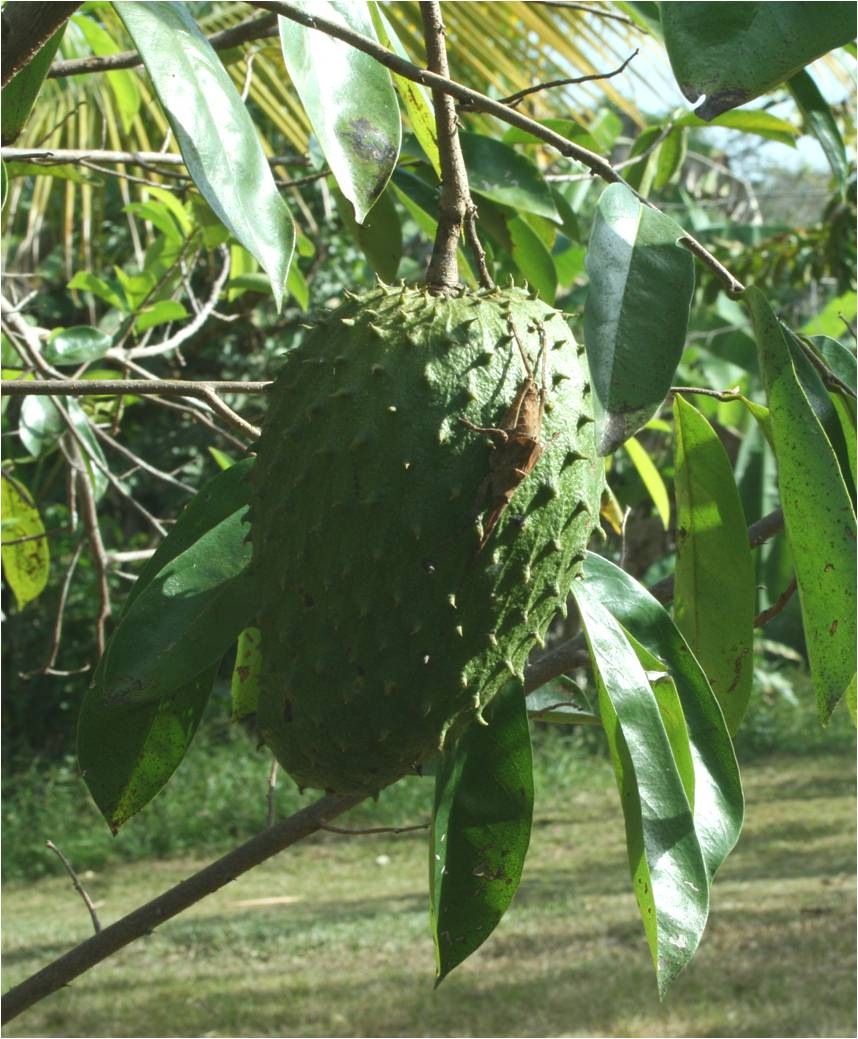
Tribo Annoneae: Annona muricata.

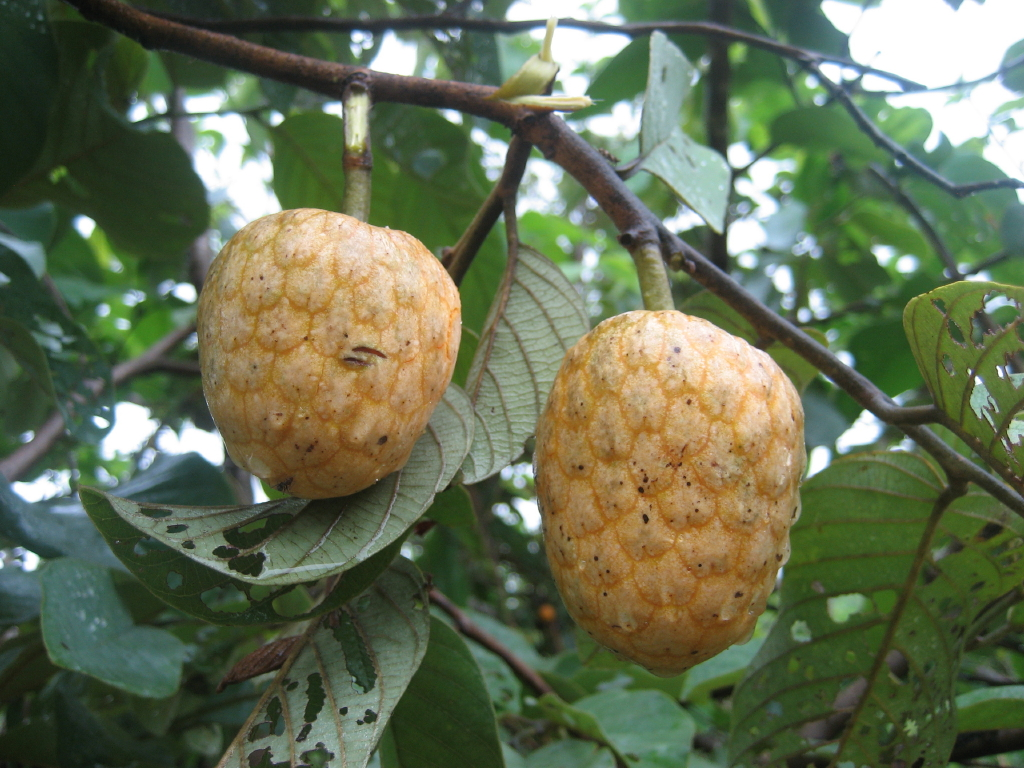
Tribo Annoneae: Annona senegalensis.

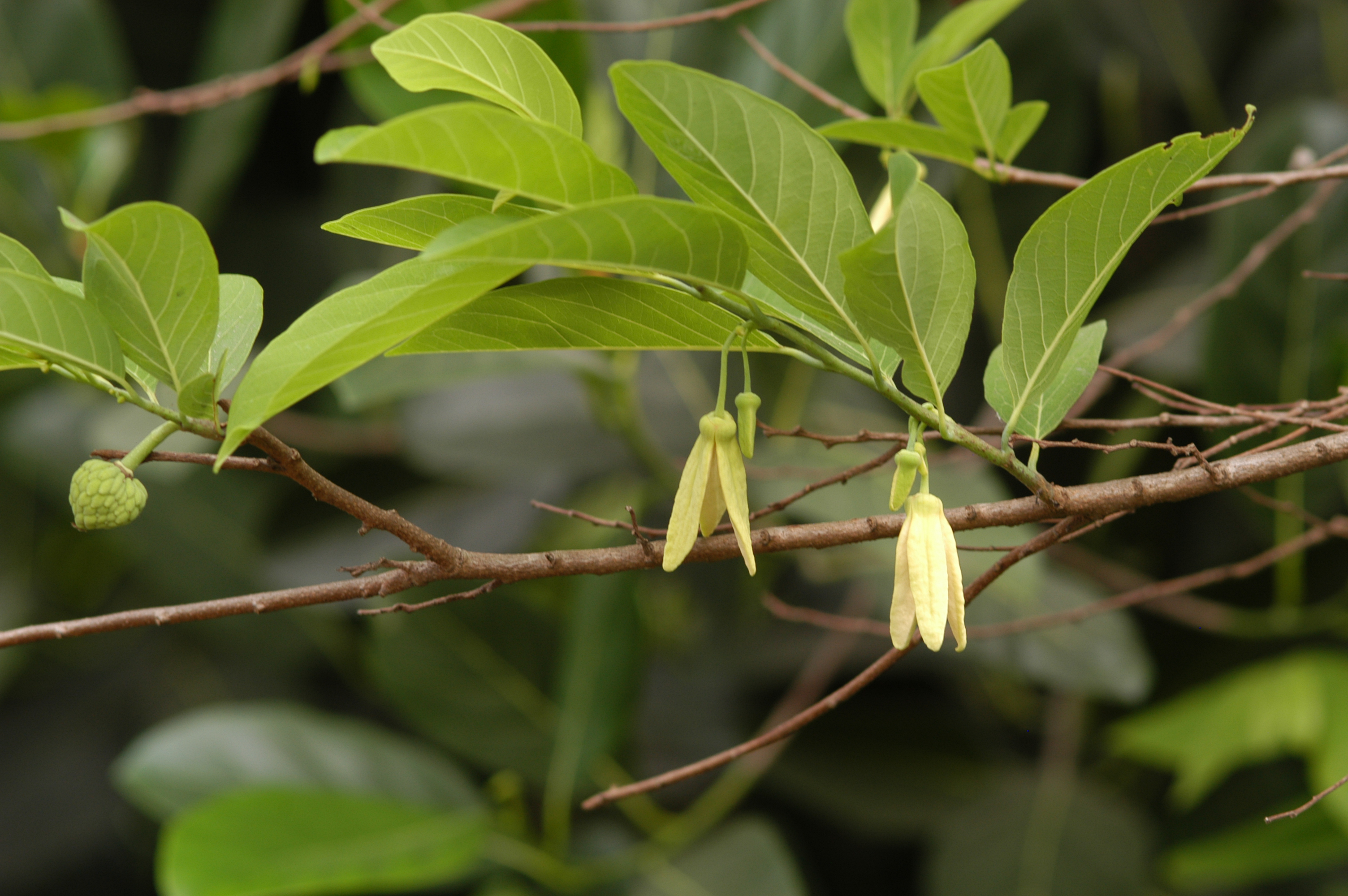
Tribo Annoneae: Annona squamosa.

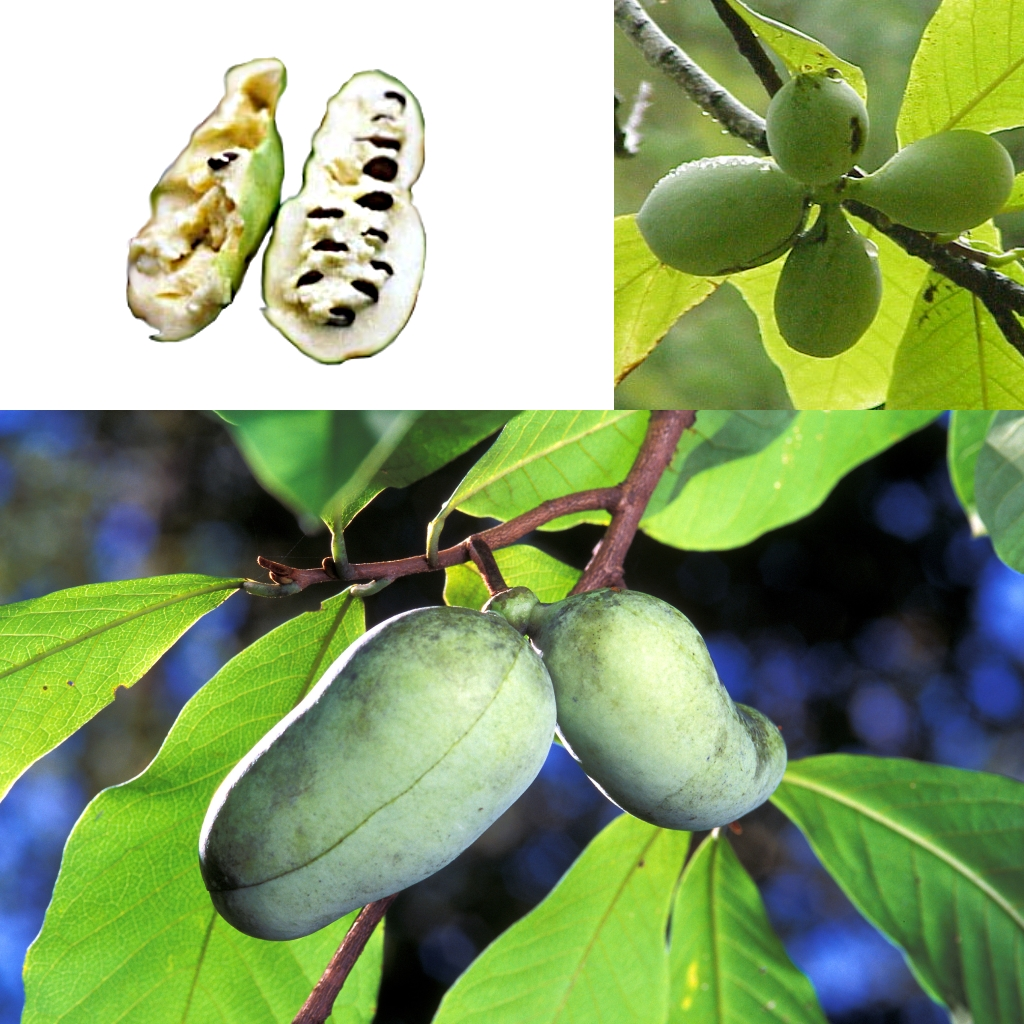
Tribo Annoneae: folhas e frutos de Asimina triloba.

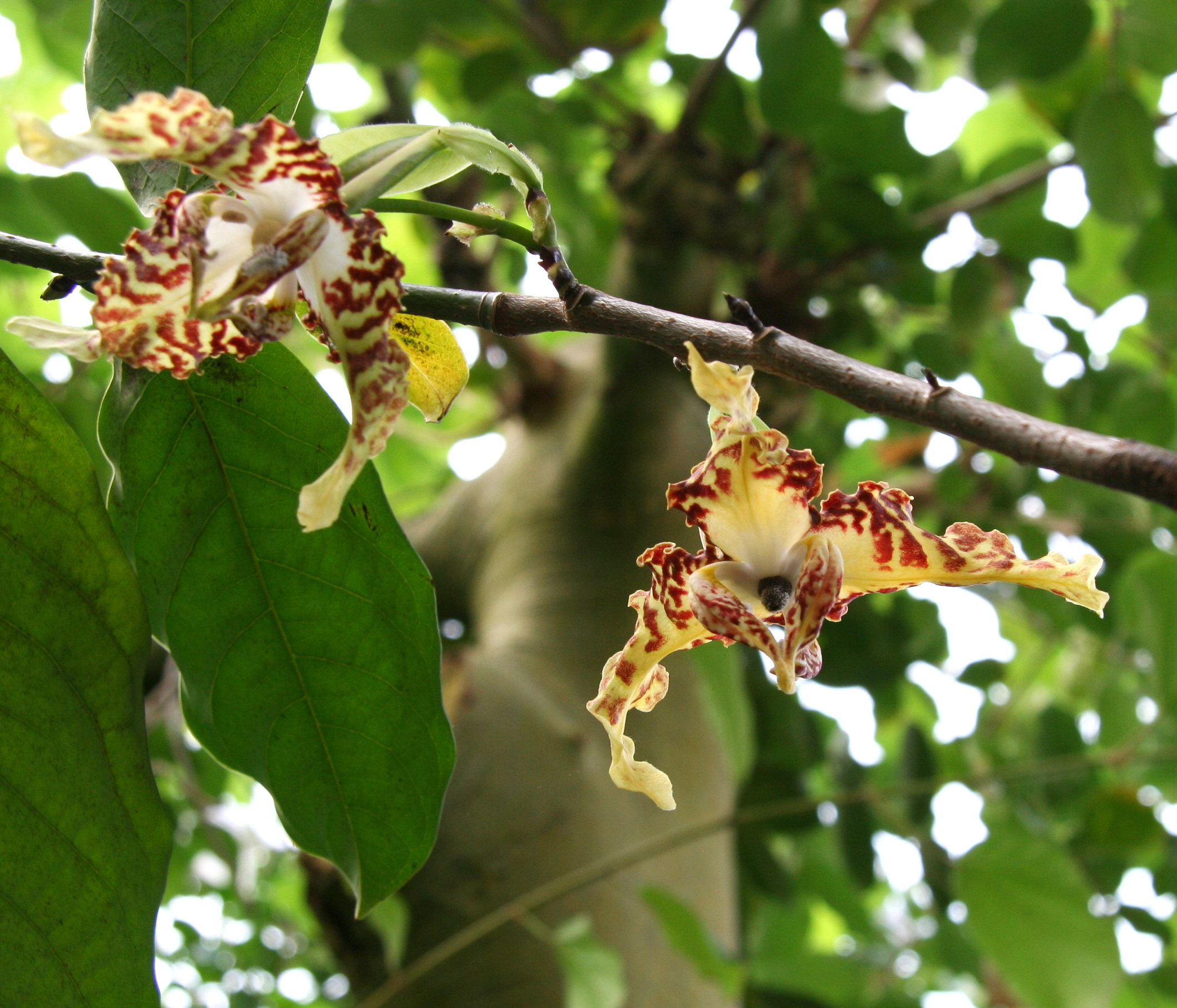
Tribo Monodoreae: flores de Monodora tenuifolia.

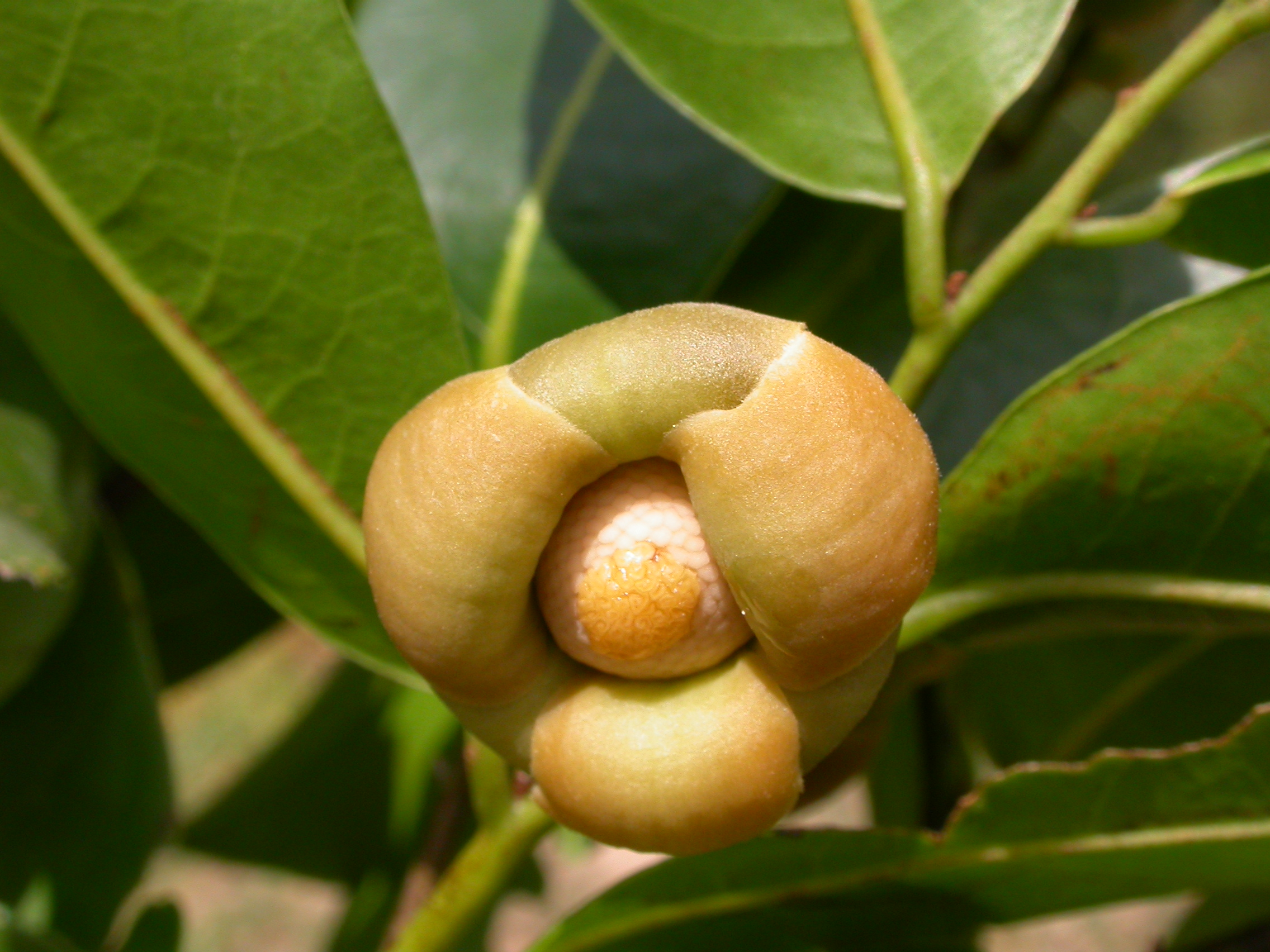
Tribo Uvarieae: flores de Uvaria chamae.

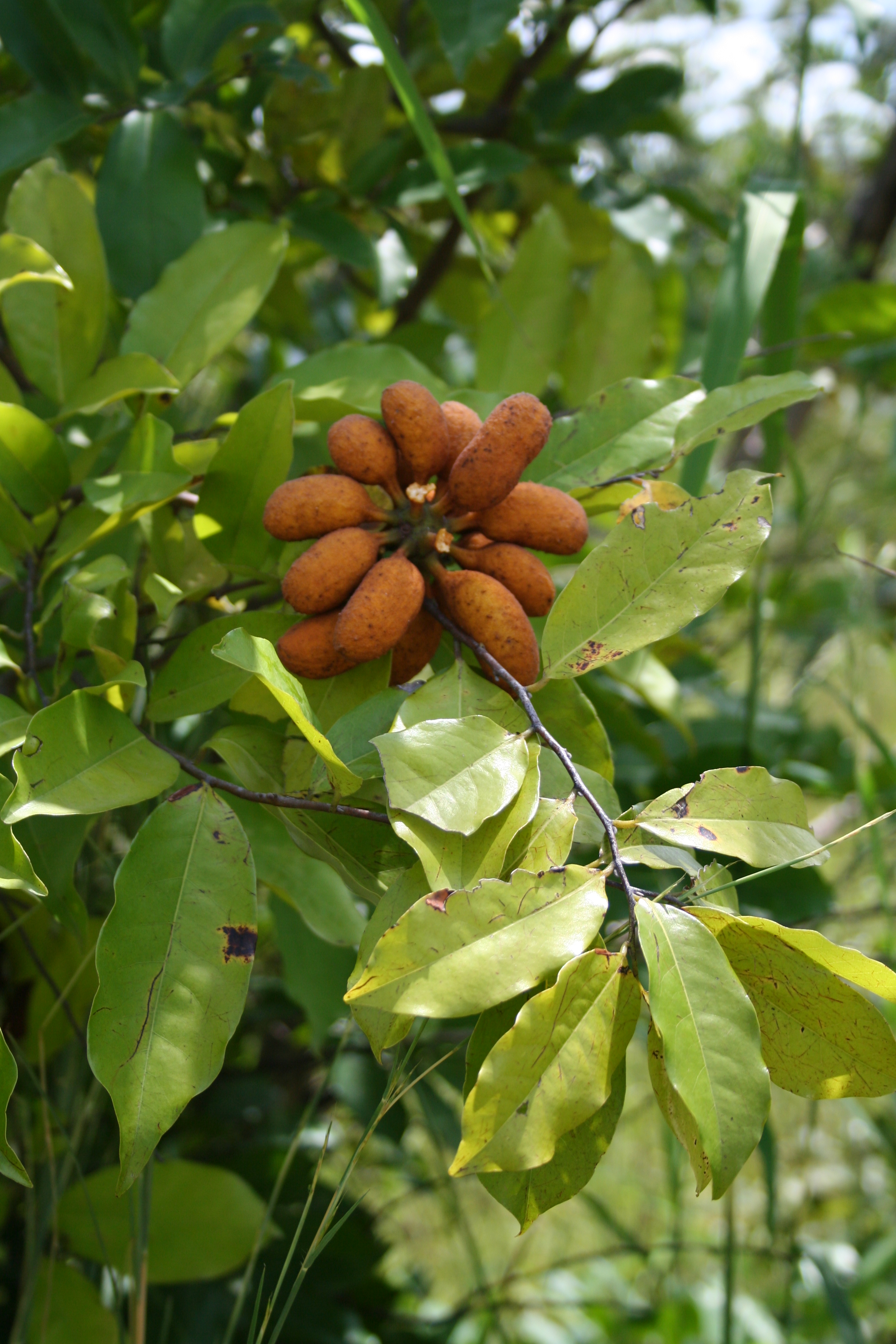
Tribo Uvarieae: frutos de Uvaria chamae.

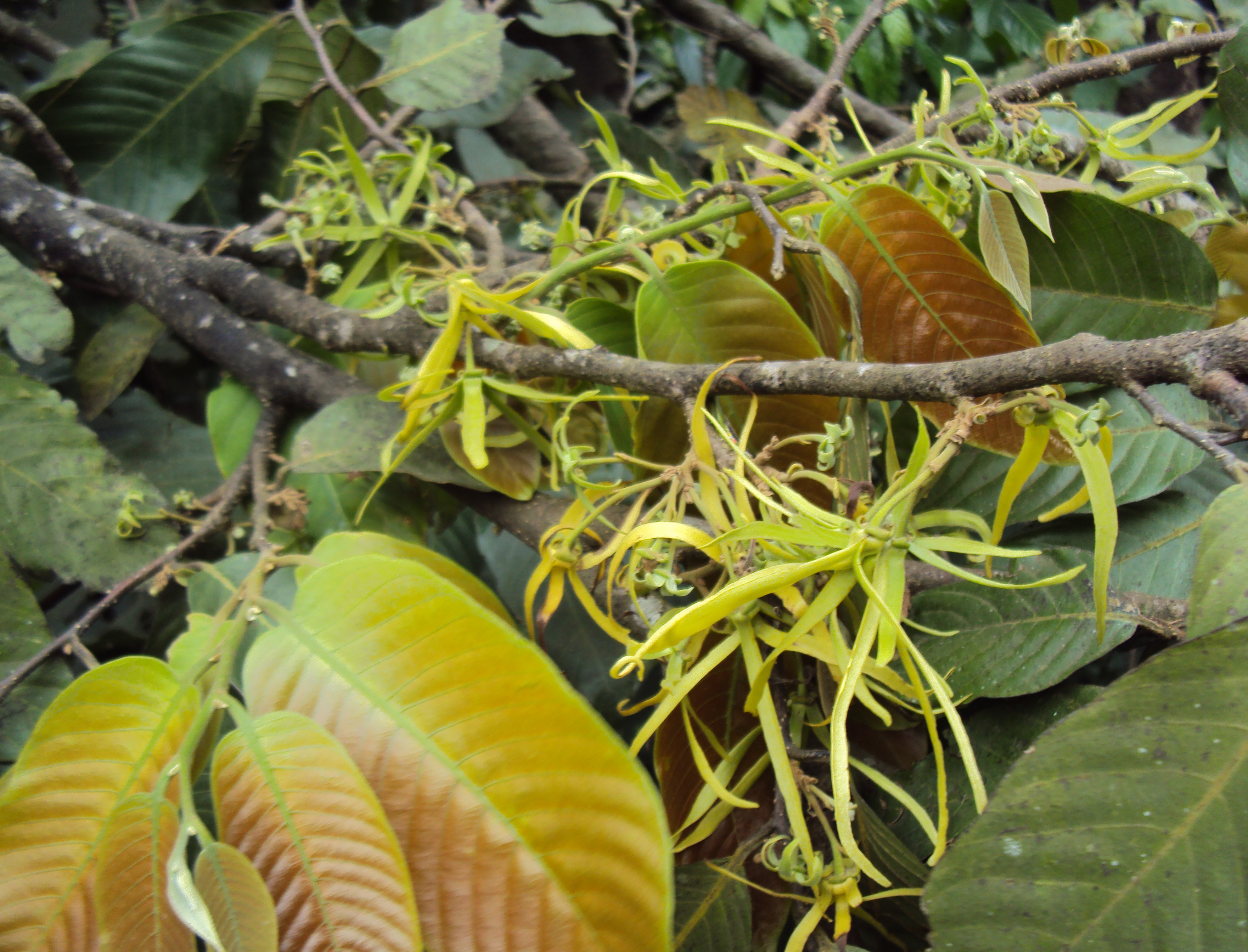
Tribo Miliuseae: folhas e flores de Polyalthia fragrans.

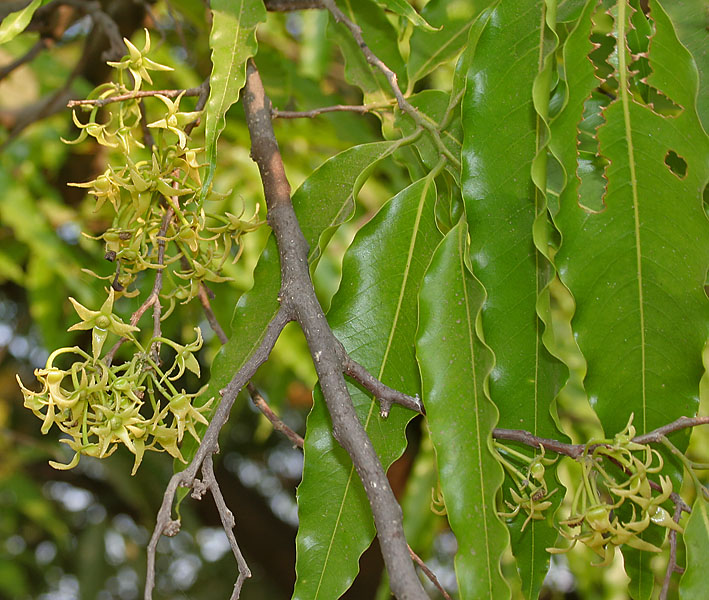
Tribo Miliuseae: ramo com folhas e flores de Polyalthia longifolia.

### Posição sistemática
Os membros da família Annonaceae (as anonáceas) formam uma família muito bem definida e natural, de fácil distinção, consideradas sempre como um grupo primitivo de angiospérmicas, e incluídas sempre na ordem Magnoliales ou Annonales basal, segundo os diferentes sistemas de classificação.
A monofilia e posição sistemática inter-familiar das Annonaceae está bem suportada por uma combinação de evidências de natureza morfológica e molecular.  A partir do sistema APG II as Annonaceae foram colocadas entre as Magnoliid como parentes próximos das Eupomatiaceae.  No sistema de classificação APG IV, do APG (Angiosperm Phylogeny Group), o grupo é considerado uma família avançada da ordem Magnoliales e grupo irmão da família monotípica Eupomatiaceae. O seguinte cladograma mostra a posição da família entre as Magnoliidae:
|  | Canellales |
|  |            |
|  | Piperales  |
|  |            |

|  | Degeneriaceae   |
|  |                 |
|  | Himantandraceae |
|  |                 |

|  | Eupomatiaceae |
|  |               |
|  | Annonaceae    |
|  |               |

|  | Degeneriaceae   |
|  |                 |
|  | Himantandraceae |
|  |                 |

|  | Eupomatiaceae |
|  |               |
|  | Annonaceae    |
|  |               |

|  | Degeneriaceae   |
|  |                 |
|  | Himantandraceae |
|  |                 |

|  | Eupomatiaceae |
|  |               |
|  | Annonaceae    |
|  |               |

|  | Degeneriaceae   |
|  |                 |
|  | Himantandraceae |
|  |                 |

|  | Eupomatiaceae |
|  |               |
|  | Annonaceae    |
|  |               |

|  | Degeneriaceae   |
|  |                 |
|  | Himantandraceae |
|  |                 |

|  | Eupomatiaceae |
|  |               |
|  | Annonaceae    |
|  |               |

|  | Degeneriaceae   |
|  |                 |
|  | Himantandraceae |
|  |                 |

|  | Eupomatiaceae |
|  |               |
|  | Annonaceae    |
|  |               |

|  | Degeneriaceae   |
|  |                 |
|  | Himantandraceae |
|  |                 |

|  | Eupomatiaceae |
|  |               |
|  | Annonaceae    |
|  |               |

|  | Degeneriaceae   |
|  |                 |
|  | Himantandraceae |
|  |                 |

|  | Eupomatiaceae |
|  |               |
|  | Annonaceae    |
|  |               |

|  | Degeneriaceae   |
|  |                 |
|  | Himantandraceae |
|  |                 |

|  | Eupomatiaceae |
|  |               |
|  | Annonaceae    |
|  |               |

|  | Degeneriaceae   |
|  |                 |
|  | Himantandraceae |
|  |                 |

|  | Eupomatiaceae |
|  |               |
|  | Annonaceae    |
|  |               |

|  | Degeneriaceae   |
|  |                 |
|  | Himantandraceae |
|  |                 |

|  | Eupomatiaceae |
|  |               |
|  | Annonaceae    |
|  |               |

|  | Degeneriaceae   |
|  |                 |
|  | Himantandraceae |
|  |                 |

|  | Eupomatiaceae |
|  |               |
|  | Annonaceae    |
|  |               |

|  | Degeneriaceae   |
|  |                 |
|  | Himantandraceae |
|  |                 |

|  | Eupomatiaceae |
|  |               |
|  | Annonaceae    |
|  |               |

|  | Degeneriaceae   |
|  |                 |
|  | Himantandraceae |
|  |                 |

|  | Eupomatiaceae |
|  |               |
|  | Annonaceae    |
|  |               |

|  | Degeneriaceae   |
|  |                 |
|  | Himantandraceae |
|  |                 |

|  | Eupomatiaceae |
|  |               |
|  | Annonaceae    |
|  |               |

|  | Degeneriaceae   |
|  |                 |
|  | Himantandraceae |
|  |                 |

|  | Eupomatiaceae |
|  |               |
|  | Annonaceae    |
|  |               |

|  | Canellales |
|  |            |
|  | Piperales  |
|  |            |

|  | Degeneriaceae   |
|  |                 |
|  | Himantandraceae |
|  |                 |

|  | Eupomatiaceae |
|  |               |
|  | Annonaceae    |
|  |               |

|  | Degeneriaceae   |
|  |                 |
|  | Himantandraceae |
|  |                 |

|  | Eupomatiaceae |
|  |               |
|  | Annonaceae    |
|  |               |

|  | Degeneriaceae   |
|  |                 |
|  | Himantandraceae |
|  |                 |

|  | Eupomatiaceae |
|  |               |
|  | Annonaceae    |
|  |               |

|  | Degeneriaceae   |
|  |                 |
|  | Himantandraceae |
|  |                 |

|  | Eupomatiaceae |
|  |               |
|  | Annonaceae    |
|  |               |

|  | Degeneriaceae   |
|  |                 |
|  | Himantandraceae |
|  |                 |

|  | Eupomatiaceae |
|  |               |
|  | Annonaceae    |
|  |               |

|  | Degeneriaceae   |
|  |                 |
|  | Himantandraceae |
|  |                 |

|  | Eupomatiaceae |
|  |               |
|  | Annonaceae    |
|  |               |

|  | Degeneriaceae   |
|  |                 |
|  | Himantandraceae |
|  |                 |

|  | Eupomatiaceae |
|  |               |
|  | Annonaceae    |
|  |               |

|  | Degeneriaceae   |
|  |                 |
|  | Himantandraceae |
|  |                 |

|  | Eupomatiaceae |
|  |               |
|  | Annonaceae    |
|  |               |

|  | Degeneriaceae   |
|  |                 |
|  | Himantandraceae |
|  |                 |

|  | Eupomatiaceae |
|  |               |
|  | Annonaceae    |
|  |               |

|  | Degeneriaceae   |
|  |                 |
|  | Himantandraceae |
|  |                 |

|  | Eupomatiaceae |
|  |               |
|  | Annonaceae    |
|  |               |

|  | Degeneriaceae   |
|  |                 |
|  | Himantandraceae |
|  |                 |

|  | Eupomatiaceae |
|  |               |
|  | Annonaceae    |
|  |               |

|  | Degeneriaceae   |
|  |                 |
|  | Himantandraceae |
|  |                 |

|  | Eupomatiaceae |
|  |               |
|  | Annonaceae    |
|  |               |

|  | Degeneriaceae   |
|  |                 |
|  | Himantandraceae |
|  |                 |

|  | Eupomatiaceae |
|  |               |
|  | Annonaceae    |
|  |               |

|  | Degeneriaceae   |
|  |                 |
|  | Himantandraceae |
|  |                 |

|  | Eupomatiaceae |
|  |               |
|  | Annonaceae    |
|  |               |

|  | Degeneriaceae   |
|  |                 |
|  | Himantandraceae |
|  |                 |

|  | Eupomatiaceae |
|  |               |
|  | Annonaceae    |
|  |               |

|  | Degeneriaceae   |
|  |                 |
|  | Himantandraceae |
|  |                 |

|  | Eupomatiaceae |
|  |               |
|  | Annonaceae    |
|  |               |

|  | Canellales |
|  |            |
|  | Piperales  |
|  |            |

|  | Degeneriaceae   |
|  |                 |
|  | Himantandraceae |
|  |                 |

|  | Eupomatiaceae |
|  |               |
|  | Annonaceae    |
|  |               |

|  | Degeneriaceae   |
|  |                 |
|  | Himantandraceae |
|  |                 |

|  | Eupomatiaceae |
|  |               |
|  | Annonaceae    |
|  |               |

|  | Degeneriaceae   |
|  |                 |
|  | Himantandraceae |
|  |                 |

|  | Eupomatiaceae |
|  |               |
|  | Annonaceae    |
|  |               |

|  | Degeneriaceae   |
|  |                 |
|  | Himantandraceae |
|  |                 |

|  | Eupomatiaceae |
|  |               |
|  | Annonaceae    |
|  |               |

|  | Degeneriaceae   |
|  |                 |
|  | Himantandraceae |
|  |                 |

|  | Eupomatiaceae |
|  |               |
|  | Annonaceae    |
|  |               |

|  | Degeneriaceae   |
|  |                 |
|  | Himantandraceae |
|  |                 |

|  | Eupomatiaceae |
|  |               |
|  | Annonaceae    |
|  |               |

|  | Degeneriaceae   |
|  |                 |
|  | Himantandraceae |
|  |                 |

|  | Eupomatiaceae |
|  |               |
|  | Annonaceae    |
|  |               |

|  | Degeneriaceae   |
|  |                 |
|  | Himantandraceae |
|  |                 |

|  | Eupomatiaceae |
|  |               |
|  | Annonaceae    |
|  |               |

|  | Degeneriaceae   |
|  |                 |
|  | Himantandraceae |
|  |                 |

|  | Eupomatiaceae |
|  |               |
|  | Annonaceae    |
|  |               |

|  | Degeneriaceae   |
|  |                 |
|  | Himantandraceae |
|  |                 |

|  | Eupomatiaceae |
|  |               |
|  | Annonaceae    |
|  |               |

|  | Degeneriaceae   |
|  |                 |
|  | Himantandraceae |
|  |                 |

|  | Eupomatiaceae |
|  |               |
|  | Annonaceae    |
|  |               |

|  | Degeneriaceae   |
|  |                 |
|  | Himantandraceae |
|  |                 |

|  | Eupomatiaceae |
|  |               |
|  | Annonaceae    |
|  |               |

|  | Degeneriaceae   |
|  |                 |
|  | Himantandraceae |
|  |                 |

|  | Eupomatiaceae |
|  |               |
|  | Annonaceae    |
|  |               |

|  | Degeneriaceae   |
|  |                 |
|  | Himantandraceae |
|  |                 |

|  | Eupomatiaceae |
|  |               |
|  | Annonaceae    |
|  |               |

|  | Degeneriaceae   |
|  |                 |
|  | Himantandraceae |
|  |                 |

|  | Eupomatiaceae |
|  |               |
|  | Annonaceae    |
|  |               |

|  | Degeneriaceae   |
|  |                 |
|  | Himantandraceae |
|  |                 |

|  | Eupomatiaceae |
|  |               |
|  | Annonaceae    |
|  |               |

|  | Canellales |
|  |            |
|  | Piperales  |
|  |            |

|  | Degeneriaceae   |
|  |                 |
|  | Himantandraceae |
|  |                 |

|  | Eupomatiaceae |
|  |               |
|  | Annonaceae    |
|  |               |

|  | Degeneriaceae   |
|  |                 |
|  | Himantandraceae |
|  |                 |

|  | Eupomatiaceae |
|  |               |
|  | Annonaceae    |
|  |               |

|  | Degeneriaceae   |
|  |                 |
|  | Himantandraceae |
|  |                 |

|  | Eupomatiaceae |
|  |               |
|  | Annonaceae    |
|  |               |

|  | Degeneriaceae   |
|  |                 |
|  | Himantandraceae |
|  |                 |

|  | Eupomatiaceae |
|  |               |
|  | Annonaceae    |
|  |               |

|  | Degeneriaceae   |
|  |                 |
|  | Himantandraceae |
|  |                 |

|  | Eupomatiaceae |
|  |               |
|  | Annonaceae    |
|  |               |

|  | Degeneriaceae   |
|  |                 |
|  | Himantandraceae |
|  |                 |

|  | Eupomatiaceae |
|  |               |
|  | Annonaceae    |
|  |               |

|  | Degeneriaceae   |
|  |                 |
|  | Himantandraceae |
|  |                 |

|  | Eupomatiaceae |
|  |               |
|  | Annonaceae    |
|  |               |

|  | Degeneriaceae   |
|  |                 |
|  | Himantandraceae |
|  |                 |

|  | Eupomatiaceae |
|  |               |
|  | Annonaceae    |
|  |               |

|  | Degeneriaceae   |
|  |                 |
|  | Himantandraceae |
|  |                 |

|  | Eupomatiaceae |
|  |               |
|  | Annonaceae    |
|  |               |

|  | Degeneriaceae   |
|  |                 |
|  | Himantandraceae |
|  |                 |

|  | Eupomatiaceae |
|  |               |
|  | Annonaceae    |
|  |               |

|  | Degeneriaceae   |
|  |                 |
|  | Himantandraceae |
|  |                 |

|  | Eupomatiaceae |
|  |               |
|  | Annonaceae    |
|  |               |

|  | Degeneriaceae   |
|  |                 |
|  | Himantandraceae |
|  |                 |

|  | Eupomatiaceae |
|  |               |
|  | Annonaceae    |
|  |               |

|  | Degeneriaceae   |
|  |                 |
|  | Himantandraceae |
|  |                 |

|  | Eupomatiaceae |
|  |               |
|  | Annonaceae    |
|  |               |

|  | Degeneriaceae   |
|  |                 |
|  | Himantandraceae |
|  |                 |

|  | Eupomatiaceae |
|  |               |
|  | Annonaceae    |
|  |               |

|  | Degeneriaceae   |
|  |                 |
|  | Himantandraceae |
|  |                 |

|  | Eupomatiaceae |
|  |               |
|  | Annonaceae    |
|  |               |

|  | Degeneriaceae   |
|  |                 |
|  | Himantandraceae |
|  |                 |

|  | Eupomatiaceae |
|  |               |
|  | Annonaceae    |
|  |               |

### Estrutura interna da família
A família Annonaceae agrupa de 122 a 129 géneros com cerca de 2220 espécies. Os géneros que constituíam as famílias Hornschuchiaceae J.Agardh e Monodoraceae J.Agardh foram incluídos na família Anonaceae em consequência da análise dos dados filogenéticos obtidos com recurso às técnicas da biologia molecular. O género tipo é Annona.
A divisão interna da família tradicionalmente agrupava os membros em duas subfamílias, as Annonoideae e as Monodoroideae, tendo a primeira gineceu apocárpico que, na maturidade, dava como fruto um sincarpo plurilocular, enquanto que a segunda apresentava um ovário unilocular com placentação parietal. A primeira subfamília era dividida em três tribos: Uvarieae, Miliuseae e Unoneae. Esta classificação, clássica, que se remonta ao sistema de Hutchinson de 1964, foi abandonado por artificial há algumas décadas atrás, tendo em 1993 a família sido subdividida em grupos informais.
Os recentes avanços na metodologia da filogenia morfológica e, sobretudo, da filologia molecular, permitiram assegurar com elevado grau de certeza que na árvore evolutiva da família existem 3 ramos principais: (1) um ramo basal, formada pelo género Anaxagorea, que é o grupo irmão dos outros dois ramos e por consequência de todas as outras anonáceas; (2) um ramo formado pelo denominado "grupo Ambavia" (Ambavia, Cananga, Cleistopholis, Mezzettia e Tetrameranthus); e (3) um ramo terminal que engloba o resto dos géneros, no qual se podem distinguir dois clades principais, um com pouca divergência molecular e géneros com poucas espécies (incluindo Malmea, Piptostigma, Miliusa e Polyalthia), e outro clade com mais divergência molecular e géneros maior diversidade de espécies.
Na sua presente circunscrição taxonómica a família Annonaceae foi subdividida em quatro subfamílias. A estrutura interna da família presentemente mais consensual é a seguinte:
- Subfamília Anaxagoreoideae Chatrou, Pirie, Erkens, Couvreur & al., 2012
- Subfamília Ambavioideae Chatrou, Pirie, Erkens, Couvreur & al., 2012
- Subfamília Malmeoideae Chatrou, Pirie, Erkens & Couvreur & al., 2012
- Subfamília Annonoideae Rafinesque, 1815

As duas maiores subfamílias, Annonoideae e Malmeoideae foram subdivididas em várias tribos, o que conduziu à seguinte estruturação global da família:
|  | Tribo Malmeeae                                                         |
|  |                                                                        |
|  | Tribo Maasieae                                                         |
|  |                                                                        |
|  | \| \| Tribo Monocarpieae \| \| \| \| \| \| Tribo Miliuseae \| \| \| \| |
|  |                                                                        |
|  | Tribo Monocarpieae                                                     |
|  |                                                                        |
|  | Tribo Miliuseae                                                        |
|  |                                                                        |

|  | Tribo Monocarpieae |
|  |                    |
|  | Tribo Miliuseae    |
|  |                    |

|  | Tribo Malmeeae                                                         |
|  |                                                                        |
|  | Tribo Maasieae                                                         |
|  |                                                                        |
|  | \| \| Tribo Monocarpieae \| \| \| \| \| \| Tribo Miliuseae \| \| \| \| |
|  |                                                                        |
|  | Tribo Monocarpieae                                                     |
|  |                                                                        |
|  | Tribo Miliuseae                                                        |
|  |                                                                        |

|  | Tribo Monocarpieae |
|  |                    |
|  | Tribo Miliuseae    |
|  |                    |

|  | Tribo Annoneae                                                      |
|  |                                                                     |
|  | \| \| Tribo Monodoreae \| \| \| \| \| \| Tribo Uvarieae \| \| \| \| |
|  |                                                                     |
|  | Tribo Monodoreae                                                    |
|  |                                                                     |
|  | Tribo Uvarieae                                                      |
|  |                                                                     |

|  | Tribo Monodoreae |
|  |                  |
|  | Tribo Uvarieae   |
|  |                  |

|  | Tribo Annoneae                                                      |
|  |                                                                     |
|  | \| \| Tribo Monodoreae \| \| \| \| \| \| Tribo Uvarieae \| \| \| \| |
|  |                                                                     |
|  | Tribo Monodoreae                                                    |
|  |                                                                     |
|  | Tribo Uvarieae                                                      |
|  |                                                                     |

|  | Tribo Monodoreae |
|  |                  |
|  | Tribo Uvarieae   |
|  |                  |

|  | Tribo Annoneae                                                      |
|  |                                                                     |
|  | \| \| Tribo Monodoreae \| \| \| \| \| \| Tribo Uvarieae \| \| \| \| |
|  |                                                                     |
|  | Tribo Monodoreae                                                    |
|  |                                                                     |
|  | Tribo Uvarieae                                                      |
|  |                                                                     |

|  | Tribo Monodoreae |
|  |                  |
|  | Tribo Uvarieae   |
|  |                  |

|  | Tribo Annoneae                                                      |
|  |                                                                     |
|  | \| \| Tribo Monodoreae \| \| \| \| \| \| Tribo Uvarieae \| \| \| \| |
|  |                                                                     |
|  | Tribo Monodoreae                                                    |
|  |                                                                     |
|  | Tribo Uvarieae                                                      |
|  |                                                                     |

|  | Tribo Monodoreae |
|  |                  |
|  | Tribo Uvarieae   |
|  |                  |

|  | Tribo Annoneae                                                      |
|  |                                                                     |
|  | \| \| Tribo Monodoreae \| \| \| \| \| \| Tribo Uvarieae \| \| \| \| |
|  |                                                                     |
|  | Tribo Monodoreae                                                    |
|  |                                                                     |
|  | Tribo Uvarieae                                                      |
|  |                                                                     |

|  | Tribo Monodoreae |
|  |                  |
|  | Tribo Uvarieae   |
|  |                  |

|  | Tribo Annoneae                                                      |
|  |                                                                     |
|  | \| \| Tribo Monodoreae \| \| \| \| \| \| Tribo Uvarieae \| \| \| \| |
|  |                                                                     |
|  | Tribo Monodoreae                                                    |
|  |                                                                     |
|  | Tribo Uvarieae                                                      |
|  |                                                                     |

|  | Tribo Monodoreae |
|  |                  |
|  | Tribo Uvarieae   |
|  |                  |

|  | Tribo Annoneae                                                      |
|  |                                                                     |
|  | \| \| Tribo Monodoreae \| \| \| \| \| \| Tribo Uvarieae \| \| \| \| |
|  |                                                                     |
|  | Tribo Monodoreae                                                    |
|  |                                                                     |
|  | Tribo Uvarieae                                                      |
|  |                                                                     |

|  | Tribo Monodoreae |
|  |                  |
|  | Tribo Uvarieae   |
|  |                  |

|  | Tribo Annoneae                                                      |
|  |                                                                     |
|  | \| \| Tribo Monodoreae \| \| \| \| \| \| Tribo Uvarieae \| \| \| \| |
|  |                                                                     |
|  | Tribo Monodoreae                                                    |
|  |                                                                     |
|  | Tribo Uvarieae                                                      |
|  |                                                                     |

|  | Tribo Monodoreae |
|  |                  |
|  | Tribo Uvarieae   |
|  |                  |

|  | Tribo Annoneae                                                      |
|  |                                                                     |
|  | \| \| Tribo Monodoreae \| \| \| \| \| \| Tribo Uvarieae \| \| \| \| |
|  |                                                                     |
|  | Tribo Monodoreae                                                    |
|  |                                                                     |
|  | Tribo Uvarieae                                                      |
|  |                                                                     |

|  | Tribo Monodoreae |
|  |                  |
|  | Tribo Uvarieae   |
|  |                  |

|  | Tribo Annoneae                                                      |
|  |                                                                     |
|  | \| \| Tribo Monodoreae \| \| \| \| \| \| Tribo Uvarieae \| \| \| \| |
|  |                                                                     |
|  | Tribo Monodoreae                                                    |
|  |                                                                     |
|  | Tribo Uvarieae                                                      |
|  |                                                                     |

|  | Tribo Monodoreae |
|  |                  |
|  | Tribo Uvarieae   |
|  |                  |

|  | Tribo Annoneae                                                      |
|  |                                                                     |
|  | \| \| Tribo Monodoreae \| \| \| \| \| \| Tribo Uvarieae \| \| \| \| |
|  |                                                                     |
|  | Tribo Monodoreae                                                    |
|  |                                                                     |
|  | Tribo Uvarieae                                                      |
|  |                                                                     |

|  | Tribo Monodoreae |
|  |                  |
|  | Tribo Uvarieae   |
|  |                  |

|  | Tribo Annoneae                                                      |
|  |                                                                     |
|  | \| \| Tribo Monodoreae \| \| \| \| \| \| Tribo Uvarieae \| \| \| \| |
|  |                                                                     |
|  | Tribo Monodoreae                                                    |
|  |                                                                     |
|  | Tribo Uvarieae                                                      |
|  |                                                                     |

|  | Tribo Monodoreae |
|  |                  |
|  | Tribo Uvarieae   |
|  |                  |

|  | Tribo Annoneae                                                      |
|  |                                                                     |
|  | \| \| Tribo Monodoreae \| \| \| \| \| \| Tribo Uvarieae \| \| \| \| |
|  |                                                                     |
|  | Tribo Monodoreae                                                    |
|  |                                                                     |
|  | Tribo Uvarieae                                                      |
|  |                                                                     |

|  | Tribo Monodoreae |
|  |                  |
|  | Tribo Uvarieae   |
|  |                  |

|  | Tribo Annoneae                                                      |
|  |                                                                     |
|  | \| \| Tribo Monodoreae \| \| \| \| \| \| Tribo Uvarieae \| \| \| \| |
|  |                                                                     |
|  | Tribo Monodoreae                                                    |
|  |                                                                     |
|  | Tribo Uvarieae                                                      |
|  |                                                                     |

|  | Tribo Monodoreae |
|  |                  |
|  | Tribo Uvarieae   |
|  |                  |

|  | Tribo Annoneae                                                      |
|  |                                                                     |
|  | \| \| Tribo Monodoreae \| \| \| \| \| \| Tribo Uvarieae \| \| \| \| |
|  |                                                                     |
|  | Tribo Monodoreae                                                    |
|  |                                                                     |
|  | Tribo Uvarieae                                                      |
|  |                                                                     |

|  | Tribo Monodoreae |
|  |                  |
|  | Tribo Uvarieae   |
|  |                  |

|  | Tribo Annoneae                                                      |
|  |                                                                     |
|  | \| \| Tribo Monodoreae \| \| \| \| \| \| Tribo Uvarieae \| \| \| \| |
|  |                                                                     |
|  | Tribo Monodoreae                                                    |
|  |                                                                     |
|  | Tribo Uvarieae                                                      |
|  |                                                                     |

|  | Tribo Monodoreae |
|  |                  |
|  | Tribo Uvarieae   |
|  |                  |

|  | Tribo Malmeeae                                                         |
|  |                                                                        |
|  | Tribo Maasieae                                                         |
|  |                                                                        |
|  | \| \| Tribo Monocarpieae \| \| \| \| \| \| Tribo Miliuseae \| \| \| \| |
|  |                                                                        |
|  | Tribo Monocarpieae                                                     |
|  |                                                                        |
|  | Tribo Miliuseae                                                        |
|  |                                                                        |

|  | Tribo Monocarpieae |
|  |                    |
|  | Tribo Miliuseae    |
|  |                    |

|  | Tribo Malmeeae                                                         |
|  |                                                                        |
|  | Tribo Maasieae                                                         |
|  |                                                                        |
|  | \| \| Tribo Monocarpieae \| \| \| \| \| \| Tribo Miliuseae \| \| \| \| |
|  |                                                                        |
|  | Tribo Monocarpieae                                                     |
|  |                                                                        |
|  | Tribo Miliuseae                                                        |
|  |                                                                        |

|  | Tribo Monocarpieae |
|  |                    |
|  | Tribo Miliuseae    |
|  |                    |

|  | Tribo Annoneae                                                      |
|  |                                                                     |
|  | \| \| Tribo Monodoreae \| \| \| \| \| \| Tribo Uvarieae \| \| \| \| |
|  |                                                                     |
|  | Tribo Monodoreae                                                    |
|  |                                                                     |
|  | Tribo Uvarieae                                                      |
|  |                                                                     |

|  | Tribo Monodoreae |
|  |                  |
|  | Tribo Uvarieae   |
|  |                  |

|  | Tribo Annoneae                                                      |
|  |                                                                     |
|  | \| \| Tribo Monodoreae \| \| \| \| \| \| Tribo Uvarieae \| \| \| \| |
|  |                                                                     |
|  | Tribo Monodoreae                                                    |
|  |                                                                     |
|  | Tribo Uvarieae                                                      |
|  |                                                                     |

|  | Tribo Monodoreae |
|  |                  |
|  | Tribo Uvarieae   |
|  |                  |

|  | Tribo Annoneae                                                      |
|  |                                                                     |
|  | \| \| Tribo Monodoreae \| \| \| \| \| \| Tribo Uvarieae \| \| \| \| |
|  |                                                                     |
|  | Tribo Monodoreae                                                    |
|  |                                                                     |
|  | Tribo Uvarieae                                                      |
|  |                                                                     |

|  | Tribo Monodoreae |
|  |                  |
|  | Tribo Uvarieae   |
|  |                  |

|  | Tribo Annoneae                                                      |
|  |                                                                     |
|  | \| \| Tribo Monodoreae \| \| \| \| \| \| Tribo Uvarieae \| \| \| \| |
|  |                                                                     |
|  | Tribo Monodoreae                                                    |
|  |                                                                     |
|  | Tribo Uvarieae                                                      |
|  |                                                                     |

|  | Tribo Monodoreae |
|  |                  |
|  | Tribo Uvarieae   |
|  |                  |

|  | Tribo Annoneae                                                      |
|  |                                                                     |
|  | \| \| Tribo Monodoreae \| \| \| \| \| \| Tribo Uvarieae \| \| \| \| |
|  |                                                                     |
|  | Tribo Monodoreae                                                    |
|  |                                                                     |
|  | Tribo Uvarieae                                                      |
|  |                                                                     |

|  | Tribo Monodoreae |
|  |                  |
|  | Tribo Uvarieae   |
|  |                  |

|  | Tribo Annoneae                                                      |
|  |                                                                     |
|  | \| \| Tribo Monodoreae \| \| \| \| \| \| Tribo Uvarieae \| \| \| \| |
|  |                                                                     |
|  | Tribo Monodoreae                                                    |
|  |                                                                     |
|  | Tribo Uvarieae                                                      |
|  |                                                                     |

|  | Tribo Monodoreae |
|  |                  |
|  | Tribo Uvarieae   |
|  |                  |

|  | Tribo Annoneae                                                      |
|  |                                                                     |
|  | \| \| Tribo Monodoreae \| \| \| \| \| \| Tribo Uvarieae \| \| \| \| |
|  |                                                                     |
|  | Tribo Monodoreae                                                    |
|  |                                                                     |
|  | Tribo Uvarieae                                                      |
|  |                                                                     |

|  | Tribo Monodoreae |
|  |                  |
|  | Tribo Uvarieae   |
|  |                  |

|  | Tribo Annoneae                                                      |
|  |                                                                     |
|  | \| \| Tribo Monodoreae \| \| \| \| \| \| Tribo Uvarieae \| \| \| \| |
|  |                                                                     |
|  | Tribo Monodoreae                                                    |
|  |                                                                     |
|  | Tribo Uvarieae                                                      |
|  |                                                                     |

|  | Tribo Monodoreae |
|  |                  |
|  | Tribo Uvarieae   |
|  |                  |

|  | Tribo Annoneae                                                      |
|  |                                                                     |
|  | \| \| Tribo Monodoreae \| \| \| \| \| \| Tribo Uvarieae \| \| \| \| |
|  |                                                                     |
|  | Tribo Monodoreae                                                    |
|  |                                                                     |
|  | Tribo Uvarieae                                                      |
|  |                                                                     |

|  | Tribo Monodoreae |
|  |                  |
|  | Tribo Uvarieae   |
|  |                  |

|  | Tribo Annoneae                                                      |
|  |                                                                     |
|  | \| \| Tribo Monodoreae \| \| \| \| \| \| Tribo Uvarieae \| \| \| \| |
|  |                                                                     |
|  | Tribo Monodoreae                                                    |
|  |                                                                     |
|  | Tribo Uvarieae                                                      |
|  |                                                                     |

|  | Tribo Monodoreae |
|  |                  |
|  | Tribo Uvarieae   |
|  |                  |

|  | Tribo Annoneae                                                      |
|  |                                                                     |
|  | \| \| Tribo Monodoreae \| \| \| \| \| \| Tribo Uvarieae \| \| \| \| |
|  |                                                                     |
|  | Tribo Monodoreae                                                    |
|  |                                                                     |
|  | Tribo Uvarieae                                                      |
|  |                                                                     |

|  | Tribo Monodoreae |
|  |                  |
|  | Tribo Uvarieae   |
|  |                  |

|  | Tribo Annoneae                                                      |
|  |                                                                     |
|  | \| \| Tribo Monodoreae \| \| \| \| \| \| Tribo Uvarieae \| \| \| \| |
|  |                                                                     |
|  | Tribo Monodoreae                                                    |
|  |                                                                     |
|  | Tribo Uvarieae                                                      |
|  |                                                                     |

|  | Tribo Monodoreae |
|  |                  |
|  | Tribo Uvarieae   |
|  |                  |

|  | Tribo Annoneae                                                      |
|  |                                                                     |
|  | \| \| Tribo Monodoreae \| \| \| \| \| \| Tribo Uvarieae \| \| \| \| |
|  |                                                                     |
|  | Tribo Monodoreae                                                    |
|  |                                                                     |
|  | Tribo Uvarieae                                                      |
|  |                                                                     |

|  | Tribo Monodoreae |
|  |                  |
|  | Tribo Uvarieae   |
|  |                  |

|  | Tribo Annoneae                                                      |
|  |                                                                     |
|  | \| \| Tribo Monodoreae \| \| \| \| \| \| Tribo Uvarieae \| \| \| \| |
|  |                                                                     |
|  | Tribo Monodoreae                                                    |
|  |                                                                     |
|  | Tribo Uvarieae                                                      |
|  |                                                                     |

|  | Tribo Monodoreae |
|  |                  |
|  | Tribo Uvarieae   |
|  |                  |

|  | Tribo Annoneae                                                      |
|  |                                                                     |
|  | \| \| Tribo Monodoreae \| \| \| \| \| \| Tribo Uvarieae \| \| \| \| |
|  |                                                                     |
|  | Tribo Monodoreae                                                    |
|  |                                                                     |
|  | Tribo Uvarieae                                                      |
|  |                                                                     |

|  | Tribo Monodoreae |
|  |                  |
|  | Tribo Uvarieae   |
|  |                  |

|  | Tribo Annoneae                                                      |
|  |                                                                     |
|  | \| \| Tribo Monodoreae \| \| \| \| \| \| Tribo Uvarieae \| \| \| \| |
|  |                                                                     |
|  | Tribo Monodoreae                                                    |
|  |                                                                     |
|  | Tribo Uvarieae                                                      |
|  |                                                                     |

|  | Tribo Monodoreae |
|  |                  |
|  | Tribo Uvarieae   |
|  |                  |

|  | Tribo Malmeeae                                                         |
|  |                                                                        |
|  | Tribo Maasieae                                                         |
|  |                                                                        |
|  | \| \| Tribo Monocarpieae \| \| \| \| \| \| Tribo Miliuseae \| \| \| \| |
|  |                                                                        |
|  | Tribo Monocarpieae                                                     |
|  |                                                                        |
|  | Tribo Miliuseae                                                        |
|  |                                                                        |

|  | Tribo Monocarpieae |
|  |                    |
|  | Tribo Miliuseae    |
|  |                    |

|  | Tribo Malmeeae                                                         |
|  |                                                                        |
|  | Tribo Maasieae                                                         |
|  |                                                                        |
|  | \| \| Tribo Monocarpieae \| \| \| \| \| \| Tribo Miliuseae \| \| \| \| |
|  |                                                                        |
|  | Tribo Monocarpieae                                                     |
|  |                                                                        |
|  | Tribo Miliuseae                                                        |
|  |                                                                        |

|  | Tribo Monocarpieae |
|  |                    |
|  | Tribo Miliuseae    |
|  |                    |

|  | Tribo Annoneae                                                      |
|  |                                                                     |
|  | \| \| Tribo Monodoreae \| \| \| \| \| \| Tribo Uvarieae \| \| \| \| |
|  |                                                                     |
|  | Tribo Monodoreae                                                    |
|  |                                                                     |
|  | Tribo Uvarieae                                                      |
|  |                                                                     |

|  | Tribo Monodoreae |
|  |                  |
|  | Tribo Uvarieae   |
|  |                  |

|  | Tribo Annoneae                                                      |
|  |                                                                     |
|  | \| \| Tribo Monodoreae \| \| \| \| \| \| Tribo Uvarieae \| \| \| \| |
|  |                                                                     |
|  | Tribo Monodoreae                                                    |
|  |                                                                     |
|  | Tribo Uvarieae                                                      |
|  |                                                                     |

|  | Tribo Monodoreae |
|  |                  |
|  | Tribo Uvarieae   |
|  |                  |

|  | Tribo Annoneae                                                      |
|  |                                                                     |
|  | \| \| Tribo Monodoreae \| \| \| \| \| \| Tribo Uvarieae \| \| \| \| |
|  |                                                                     |
|  | Tribo Monodoreae                                                    |
|  |                                                                     |
|  | Tribo Uvarieae                                                      |
|  |                                                                     |

|  | Tribo Monodoreae |
|  |                  |
|  | Tribo Uvarieae   |
|  |                  |

|  | Tribo Annoneae                                                      |
|  |                                                                     |
|  | \| \| Tribo Monodoreae \| \| \| \| \| \| Tribo Uvarieae \| \| \| \| |
|  |                                                                     |
|  | Tribo Monodoreae                                                    |
|  |                                                                     |
|  | Tribo Uvarieae                                                      |
|  |                                                                     |

|  | Tribo Monodoreae |
|  |                  |
|  | Tribo Uvarieae   |
|  |                  |

|  | Tribo Annoneae                                                      |
|  |                                                                     |
|  | \| \| Tribo Monodoreae \| \| \| \| \| \| Tribo Uvarieae \| \| \| \| |
|  |                                                                     |
|  | Tribo Monodoreae                                                    |
|  |                                                                     |
|  | Tribo Uvarieae                                                      |
|  |                                                                     |

|  | Tribo Monodoreae |
|  |                  |
|  | Tribo Uvarieae   |
|  |                  |

|  | Tribo Annoneae                                                      |
|  |                                                                     |
|  | \| \| Tribo Monodoreae \| \| \| \| \| \| Tribo Uvarieae \| \| \| \| |
|  |                                                                     |
|  | Tribo Monodoreae                                                    |
|  |                                                                     |
|  | Tribo Uvarieae                                                      |
|  |                                                                     |

|  | Tribo Monodoreae |
|  |                  |
|  | Tribo Uvarieae   |
|  |                  |

|  | Tribo Annoneae                                                      |
|  |                                                                     |
|  | \| \| Tribo Monodoreae \| \| \| \| \| \| Tribo Uvarieae \| \| \| \| |
|  |                                                                     |
|  | Tribo Monodoreae                                                    |
|  |                                                                     |
|  | Tribo Uvarieae                                                      |
|  |                                                                     |

|  | Tribo Monodoreae |
|  |                  |
|  | Tribo Uvarieae   |
|  |                  |

|  | Tribo Annoneae                                                      |
|  |                                                                     |
|  | \| \| Tribo Monodoreae \| \| \| \| \| \| Tribo Uvarieae \| \| \| \| |
|  |                                                                     |
|  | Tribo Monodoreae                                                    |
|  |                                                                     |
|  | Tribo Uvarieae                                                      |
|  |                                                                     |

|  | Tribo Monodoreae |
|  |                  |
|  | Tribo Uvarieae   |
|  |                  |

|  | Tribo Annoneae                                                      |
|  |                                                                     |
|  | \| \| Tribo Monodoreae \| \| \| \| \| \| Tribo Uvarieae \| \| \| \| |
|  |                                                                     |
|  | Tribo Monodoreae                                                    |
|  |                                                                     |
|  | Tribo Uvarieae                                                      |
|  |                                                                     |

|  | Tribo Monodoreae |
|  |                  |
|  | Tribo Uvarieae   |
|  |                  |

|  | Tribo Annoneae                                                      |
|  |                                                                     |
|  | \| \| Tribo Monodoreae \| \| \| \| \| \| Tribo Uvarieae \| \| \| \| |
|  |                                                                     |
|  | Tribo Monodoreae                                                    |
|  |                                                                     |
|  | Tribo Uvarieae                                                      |
|  |                                                                     |

|  | Tribo Monodoreae |
|  |                  |
|  | Tribo Uvarieae   |
|  |                  |

|  | Tribo Annoneae                                                      |
|  |                                                                     |
|  | \| \| Tribo Monodoreae \| \| \| \| \| \| Tribo Uvarieae \| \| \| \| |
|  |                                                                     |
|  | Tribo Monodoreae                                                    |
|  |                                                                     |
|  | Tribo Uvarieae                                                      |
|  |                                                                     |

|  | Tribo Monodoreae |
|  |                  |
|  | Tribo Uvarieae   |
|  |                  |

|  | Tribo Annoneae                                                      |
|  |                                                                     |
|  | \| \| Tribo Monodoreae \| \| \| \| \| \| Tribo Uvarieae \| \| \| \| |
|  |                                                                     |
|  | Tribo Monodoreae                                                    |
|  |                                                                     |
|  | Tribo Uvarieae                                                      |
|  |                                                                     |

|  | Tribo Monodoreae |
|  |                  |
|  | Tribo Uvarieae   |
|  |                  |

|  | Tribo Annoneae                                                      |
|  |                                                                     |
|  | \| \| Tribo Monodoreae \| \| \| \| \| \| Tribo Uvarieae \| \| \| \| |
|  |                                                                     |
|  | Tribo Monodoreae                                                    |
|  |                                                                     |
|  | Tribo Uvarieae                                                      |
|  |                                                                     |

|  | Tribo Monodoreae |
|  |                  |
|  | Tribo Uvarieae   |
|  |                  |

|  | Tribo Annoneae                                                      |
|  |                                                                     |
|  | \| \| Tribo Monodoreae \| \| \| \| \| \| Tribo Uvarieae \| \| \| \| |
|  |                                                                     |
|  | Tribo Monodoreae                                                    |
|  |                                                                     |
|  | Tribo Uvarieae                                                      |
|  |                                                                     |

|  | Tribo Monodoreae |
|  |                  |
|  | Tribo Uvarieae   |
|  |                  |

|  | Tribo Annoneae                                                      |
|  |                                                                     |
|  | \| \| Tribo Monodoreae \| \| \| \| \| \| Tribo Uvarieae \| \| \| \| |
|  |                                                                     |
|  | Tribo Monodoreae                                                    |
|  |                                                                     |
|  | Tribo Uvarieae                                                      |
|  |                                                                     |

|  | Tribo Monodoreae |
|  |                  |
|  | Tribo Uvarieae   |
|  |                  |

|  | Tribo Annoneae                                                      |
|  |                                                                     |
|  | \| \| Tribo Monodoreae \| \| \| \| \| \| Tribo Uvarieae \| \| \| \| |
|  |                                                                     |
|  | Tribo Monodoreae                                                    |
|  |                                                                     |
|  | Tribo Uvarieae                                                      |
|  |                                                                     |

|  | Tribo Monodoreae |
|  |                  |
|  | Tribo Uvarieae   |
|  |                  |

|  | Tribo Malmeeae                                                         |
|  |                                                                        |
|  | Tribo Maasieae                                                         |
|  |                                                                        |
|  | \| \| Tribo Monocarpieae \| \| \| \| \| \| Tribo Miliuseae \| \| \| \| |
|  |                                                                        |
|  | Tribo Monocarpieae                                                     |
|  |                                                                        |
|  | Tribo Miliuseae                                                        |
|  |                                                                        |

|  | Tribo Monocarpieae |
|  |                    |
|  | Tribo Miliuseae    |
|  |                    |

|  | Tribo Malmeeae                                                         |
|  |                                                                        |
|  | Tribo Maasieae                                                         |
|  |                                                                        |
|  | \| \| Tribo Monocarpieae \| \| \| \| \| \| Tribo Miliuseae \| \| \| \| |
|  |                                                                        |
|  | Tribo Monocarpieae                                                     |
|  |                                                                        |
|  | Tribo Miliuseae                                                        |
|  |                                                                        |

|  | Tribo Monocarpieae |
|  |                    |
|  | Tribo Miliuseae    |
|  |                    |

|  | Tribo Annoneae                                                      |
|  |                                                                     |
|  | \| \| Tribo Monodoreae \| \| \| \| \| \| Tribo Uvarieae \| \| \| \| |
|  |                                                                     |
|  | Tribo Monodoreae                                                    |
|  |                                                                     |
|  | Tribo Uvarieae                                                      |
|  |                                                                     |

|  | Tribo Monodoreae |
|  |                  |
|  | Tribo Uvarieae   |
|  |                  |

|  | Tribo Annoneae                                                      |
|  |                                                                     |
|  | \| \| Tribo Monodoreae \| \| \| \| \| \| Tribo Uvarieae \| \| \| \| |
|  |                                                                     |
|  | Tribo Monodoreae                                                    |
|  |                                                                     |
|  | Tribo Uvarieae                                                      |
|  |                                                                     |

|  | Tribo Monodoreae |
|  |                  |
|  | Tribo Uvarieae   |
|  |                  |

|  | Tribo Annoneae                                                      |
|  |                                                                     |
|  | \| \| Tribo Monodoreae \| \| \| \| \| \| Tribo Uvarieae \| \| \| \| |
|  |                                                                     |
|  | Tribo Monodoreae                                                    |
|  |                                                                     |
|  | Tribo Uvarieae                                                      |
|  |                                                                     |

|  | Tribo Monodoreae |
|  |                  |
|  | Tribo Uvarieae   |
|  |                  |

|  | Tribo Annoneae                                                      |
|  |                                                                     |
|  | \| \| Tribo Monodoreae \| \| \| \| \| \| Tribo Uvarieae \| \| \| \| |
|  |                                                                     |
|  | Tribo Monodoreae                                                    |
|  |                                                                     |
|  | Tribo Uvarieae                                                      |
|  |                                                                     |

|  | Tribo Monodoreae |
|  |                  |
|  | Tribo Uvarieae   |
|  |                  |

|  | Tribo Annoneae                                                      |
|  |                                                                     |
|  | \| \| Tribo Monodoreae \| \| \| \| \| \| Tribo Uvarieae \| \| \| \| |
|  |                                                                     |
|  | Tribo Monodoreae                                                    |
|  |                                                                     |
|  | Tribo Uvarieae                                                      |
|  |                                                                     |

|  | Tribo Monodoreae |
|  |                  |
|  | Tribo Uvarieae   |
|  |                  |

|  | Tribo Annoneae                                                      |
|  |                                                                     |
|  | \| \| Tribo Monodoreae \| \| \| \| \| \| Tribo Uvarieae \| \| \| \| |
|  |                                                                     |
|  | Tribo Monodoreae                                                    |
|  |                                                                     |
|  | Tribo Uvarieae                                                      |
|  |                                                                     |

|  | Tribo Monodoreae |
|  |                  |
|  | Tribo Uvarieae   |
|  |                  |

|  | Tribo Annoneae                                                      |
|  |                                                                     |
|  | \| \| Tribo Monodoreae \| \| \| \| \| \| Tribo Uvarieae \| \| \| \| |
|  |                                                                     |
|  | Tribo Monodoreae                                                    |
|  |                                                                     |
|  | Tribo Uvarieae                                                      |
|  |                                                                     |

|  | Tribo Monodoreae |
|  |                  |
|  | Tribo Uvarieae   |
|  |                  |

|  | Tribo Annoneae                                                      |
|  |                                                                     |
|  | \| \| Tribo Monodoreae \| \| \| \| \| \| Tribo Uvarieae \| \| \| \| |
|  |                                                                     |
|  | Tribo Monodoreae                                                    |
|  |                                                                     |
|  | Tribo Uvarieae                                                      |
|  |                                                                     |

|  | Tribo Monodoreae |
|  |                  |
|  | Tribo Uvarieae   |
|  |                  |

|  | Tribo Annoneae                                                      |
|  |                                                                     |
|  | \| \| Tribo Monodoreae \| \| \| \| \| \| Tribo Uvarieae \| \| \| \| |
|  |                                                                     |
|  | Tribo Monodoreae                                                    |
|  |                                                                     |
|  | Tribo Uvarieae                                                      |
|  |                                                                     |

|  | Tribo Monodoreae |
|  |                  |
|  | Tribo Uvarieae   |
|  |                  |

|  | Tribo Annoneae                                                      |
|  |                                                                     |
|  | \| \| Tribo Monodoreae \| \| \| \| \| \| Tribo Uvarieae \| \| \| \| |
|  |                                                                     |
|  | Tribo Monodoreae                                                    |
|  |                                                                     |
|  | Tribo Uvarieae                                                      |
|  |                                                                     |

|  | Tribo Monodoreae |
|  |                  |
|  | Tribo Uvarieae   |
|  |                  |

|  | Tribo Annoneae                                                      |
|  |                                                                     |
|  | \| \| Tribo Monodoreae \| \| \| \| \| \| Tribo Uvarieae \| \| \| \| |
|  |                                                                     |
|  | Tribo Monodoreae                                                    |
|  |                                                                     |
|  | Tribo Uvarieae                                                      |
|  |                                                                     |

|  | Tribo Monodoreae |
|  |                  |
|  | Tribo Uvarieae   |
|  |                  |

|  | Tribo Annoneae                                                      |
|  |                                                                     |
|  | \| \| Tribo Monodoreae \| \| \| \| \| \| Tribo Uvarieae \| \| \| \| |
|  |                                                                     |
|  | Tribo Monodoreae                                                    |
|  |                                                                     |
|  | Tribo Uvarieae                                                      |
|  |                                                                     |

|  | Tribo Monodoreae |
|  |                  |
|  | Tribo Uvarieae   |
|  |                  |

|  | Tribo Annoneae                                                      |
|  |                                                                     |
|  | \| \| Tribo Monodoreae \| \| \| \| \| \| Tribo Uvarieae \| \| \| \| |
|  |                                                                     |
|  | Tribo Monodoreae                                                    |
|  |                                                                     |
|  | Tribo Uvarieae                                                      |
|  |                                                                     |

|  | Tribo Monodoreae |
|  |                  |
|  | Tribo Uvarieae   |
|  |                  |

|  | Tribo Annoneae                                                      |
|  |                                                                     |
|  | \| \| Tribo Monodoreae \| \| \| \| \| \| Tribo Uvarieae \| \| \| \| |
|  |                                                                     |
|  | Tribo Monodoreae                                                    |
|  |                                                                     |
|  | Tribo Uvarieae                                                      |
|  |                                                                     |

|  | Tribo Monodoreae |
|  |                  |
|  | Tribo Uvarieae   |
|  |                  |

|  | Tribo Annoneae                                                      |
|  |                                                                     |
|  | \| \| Tribo Monodoreae \| \| \| \| \| \| Tribo Uvarieae \| \| \| \| |
|  |                                                                     |
|  | Tribo Monodoreae                                                    |
|  |                                                                     |
|  | Tribo Uvarieae                                                      |
|  |                                                                     |

|  | Tribo Monodoreae |
|  |                  |
|  | Tribo Uvarieae   |
|  |                  |

|  | Tribo Annoneae                                                      |
|  |                                                                     |
|  | \| \| Tribo Monodoreae \| \| \| \| \| \| Tribo Uvarieae \| \| \| \| |
|  |                                                                     |
|  | Tribo Monodoreae                                                    |
|  |                                                                     |
|  | Tribo Uvarieae                                                      |
|  |                                                                     |

|  | Tribo Monodoreae |
|  |                  |
|  | Tribo Uvarieae   |
|  |                  |

|  | Tribo Malmeeae                                                         |
|  |                                                                        |
|  | Tribo Maasieae                                                         |
|  |                                                                        |
|  | \| \| Tribo Monocarpieae \| \| \| \| \| \| Tribo Miliuseae \| \| \| \| |
|  |                                                                        |
|  | Tribo Monocarpieae                                                     |
|  |                                                                        |
|  | Tribo Miliuseae                                                        |
|  |                                                                        |

|  | Tribo Monocarpieae |
|  |                    |
|  | Tribo Miliuseae    |
|  |                    |

|  | Tribo Malmeeae                                                         |
|  |                                                                        |
|  | Tribo Maasieae                                                         |
|  |                                                                        |
|  | \| \| Tribo Monocarpieae \| \| \| \| \| \| Tribo Miliuseae \| \| \| \| |
|  |                                                                        |
|  | Tribo Monocarpieae                                                     |
|  |                                                                        |
|  | Tribo Miliuseae                                                        |
|  |                                                                        |

|  | Tribo Monocarpieae |
|  |                    |
|  | Tribo Miliuseae    |
|  |                    |

|  | Tribo Annoneae                                                      |
|  |                                                                     |
|  | \| \| Tribo Monodoreae \| \| \| \| \| \| Tribo Uvarieae \| \| \| \| |
|  |                                                                     |
|  | Tribo Monodoreae                                                    |
|  |                                                                     |
|  | Tribo Uvarieae                                                      |
|  |                                                                     |

|  | Tribo Monodoreae |
|  |                  |
|  | Tribo Uvarieae   |
|  |                  |

|  | Tribo Annoneae                                                      |
|  |                                                                     |
|  | \| \| Tribo Monodoreae \| \| \| \| \| \| Tribo Uvarieae \| \| \| \| |
|  |                                                                     |
|  | Tribo Monodoreae                                                    |
|  |                                                                     |
|  | Tribo Uvarieae                                                      |
|  |                                                                     |

|  | Tribo Monodoreae |
|  |                  |
|  | Tribo Uvarieae   |
|  |                  |

|  | Tribo Annoneae                                                      |
|  |                                                                     |
|  | \| \| Tribo Monodoreae \| \| \| \| \| \| Tribo Uvarieae \| \| \| \| |
|  |                                                                     |
|  | Tribo Monodoreae                                                    |
|  |                                                                     |
|  | Tribo Uvarieae                                                      |
|  |                                                                     |

|  | Tribo Monodoreae |
|  |                  |
|  | Tribo Uvarieae   |
|  |                  |

|  | Tribo Annoneae                                                      |
|  |                                                                     |
|  | \| \| Tribo Monodoreae \| \| \| \| \| \| Tribo Uvarieae \| \| \| \| |
|  |                                                                     |
|  | Tribo Monodoreae                                                    |
|  |                                                                     |
|  | Tribo Uvarieae                                                      |
|  |                                                                     |

|  | Tribo Monodoreae |
|  |                  |
|  | Tribo Uvarieae   |
|  |                  |

|  | Tribo Annoneae                                                      |
|  |                                                                     |
|  | \| \| Tribo Monodoreae \| \| \| \| \| \| Tribo Uvarieae \| \| \| \| |
|  |                                                                     |
|  | Tribo Monodoreae                                                    |
|  |                                                                     |
|  | Tribo Uvarieae                                                      |
|  |                                                                     |

|  | Tribo Monodoreae |
|  |                  |
|  | Tribo Uvarieae   |
|  |                  |

|  | Tribo Annoneae                                                      |
|  |                                                                     |
|  | \| \| Tribo Monodoreae \| \| \| \| \| \| Tribo Uvarieae \| \| \| \| |
|  |                                                                     |
|  | Tribo Monodoreae                                                    |
|  |                                                                     |
|  | Tribo Uvarieae                                                      |
|  |                                                                     |

|  | Tribo Monodoreae |
|  |                  |
|  | Tribo Uvarieae   |
|  |                  |

|  | Tribo Annoneae                                                      |
|  |                                                                     |
|  | \| \| Tribo Monodoreae \| \| \| \| \| \| Tribo Uvarieae \| \| \| \| |
|  |                                                                     |
|  | Tribo Monodoreae                                                    |
|  |                                                                     |
|  | Tribo Uvarieae                                                      |
|  |                                                                     |

|  | Tribo Monodoreae |
|  |                  |
|  | Tribo Uvarieae   |
|  |                  |

|  | Tribo Annoneae                                                      |
|  |                                                                     |
|  | \| \| Tribo Monodoreae \| \| \| \| \| \| Tribo Uvarieae \| \| \| \| |
|  |                                                                     |
|  | Tribo Monodoreae                                                    |
|  |                                                                     |
|  | Tribo Uvarieae                                                      |
|  |                                                                     |

|  | Tribo Monodoreae |
|  |                  |
|  | Tribo Uvarieae   |
|  |                  |

|  | Tribo Annoneae                                                      |
|  |                                                                     |
|  | \| \| Tribo Monodoreae \| \| \| \| \| \| Tribo Uvarieae \| \| \| \| |
|  |                                                                     |
|  | Tribo Monodoreae                                                    |
|  |                                                                     |
|  | Tribo Uvarieae                                                      |
|  |                                                                     |

|  | Tribo Monodoreae |
|  |                  |
|  | Tribo Uvarieae   |
|  |                  |

|  | Tribo Annoneae                                                      |
|  |                                                                     |
|  | \| \| Tribo Monodoreae \| \| \| \| \| \| Tribo Uvarieae \| \| \| \| |
|  |                                                                     |
|  | Tribo Monodoreae                                                    |
|  |                                                                     |
|  | Tribo Uvarieae                                                      |
|  |                                                                     |

|  | Tribo Monodoreae |
|  |                  |
|  | Tribo Uvarieae   |
|  |                  |

|  | Tribo Annoneae                                                      |
|  |                                                                     |
|  | \| \| Tribo Monodoreae \| \| \| \| \| \| Tribo Uvarieae \| \| \| \| |
|  |                                                                     |
|  | Tribo Monodoreae                                                    |
|  |                                                                     |
|  | Tribo Uvarieae                                                      |
|  |                                                                     |

|  | Tribo Monodoreae |
|  |                  |
|  | Tribo Uvarieae   |
|  |                  |

|  | Tribo Annoneae                                                      |
|  |                                                                     |
|  | \| \| Tribo Monodoreae \| \| \| \| \| \| Tribo Uvarieae \| \| \| \| |
|  |                                                                     |
|  | Tribo Monodoreae                                                    |
|  |                                                                     |
|  | Tribo Uvarieae                                                      |
|  |                                                                     |

|  | Tribo Monodoreae |
|  |                  |
|  | Tribo Uvarieae   |
|  |                  |

|  | Tribo Annoneae                                                      |
|  |                                                                     |
|  | \| \| Tribo Monodoreae \| \| \| \| \| \| Tribo Uvarieae \| \| \| \| |
|  |                                                                     |
|  | Tribo Monodoreae                                                    |
|  |                                                                     |
|  | Tribo Uvarieae                                                      |
|  |                                                                     |

|  | Tribo Monodoreae |
|  |                  |
|  | Tribo Uvarieae   |
|  |                  |

|  | Tribo Annoneae                                                      |
|  |                                                                     |
|  | \| \| Tribo Monodoreae \| \| \| \| \| \| Tribo Uvarieae \| \| \| \| |
|  |                                                                     |
|  | Tribo Monodoreae                                                    |
|  |                                                                     |
|  | Tribo Uvarieae                                                      |
|  |                                                                     |

|  | Tribo Monodoreae |
|  |                  |
|  | Tribo Uvarieae   |
|  |                  |

|  | Tribo Annoneae                                                      |
|  |                                                                     |
|  | \| \| Tribo Monodoreae \| \| \| \| \| \| Tribo Uvarieae \| \| \| \| |
|  |                                                                     |
|  | Tribo Monodoreae                                                    |
|  |                                                                     |
|  | Tribo Uvarieae                                                      |
|  |                                                                     |

|  | Tribo Monodoreae |
|  |                  |
|  | Tribo Uvarieae   |
|  |                  |

|  | Tribo Annoneae                                                      |
|  |                                                                     |
|  | \| \| Tribo Monodoreae \| \| \| \| \| \| Tribo Uvarieae \| \| \| \| |
|  |                                                                     |
|  | Tribo Monodoreae                                                    |
|  |                                                                     |
|  | Tribo Uvarieae                                                      |
|  |                                                                     |

|  | Tribo Monodoreae |
|  |                  |
|  | Tribo Uvarieae   |
|  |                  |

|  | Tribo Malmeeae                                                         |
|  |                                                                        |
|  | Tribo Maasieae                                                         |
|  |                                                                        |
|  | \| \| Tribo Monocarpieae \| \| \| \| \| \| Tribo Miliuseae \| \| \| \| |
|  |                                                                        |
|  | Tribo Monocarpieae                                                     |
|  |                                                                        |
|  | Tribo Miliuseae                                                        |
|  |                                                                        |

|  | Tribo Monocarpieae |
|  |                    |
|  | Tribo Miliuseae    |
|  |                    |

|  | Tribo Malmeeae                                                         |
|  |                                                                        |
|  | Tribo Maasieae                                                         |
|  |                                                                        |
|  | \| \| Tribo Monocarpieae \| \| \| \| \| \| Tribo Miliuseae \| \| \| \| |
|  |                                                                        |
|  | Tribo Monocarpieae                                                     |
|  |                                                                        |
|  | Tribo Miliuseae                                                        |
|  |                                                                        |

|  | Tribo Monocarpieae |
|  |                    |
|  | Tribo Miliuseae    |
|  |                    |

|  | Tribo Annoneae                                                      |
|  |                                                                     |
|  | \| \| Tribo Monodoreae \| \| \| \| \| \| Tribo Uvarieae \| \| \| \| |
|  |                                                                     |
|  | Tribo Monodoreae                                                    |
|  |                                                                     |
|  | Tribo Uvarieae                                                      |
|  |                                                                     |

|  | Tribo Monodoreae |
|  |                  |
|  | Tribo Uvarieae   |
|  |                  |

|  | Tribo Annoneae                                                      |
|  |                                                                     |
|  | \| \| Tribo Monodoreae \| \| \| \| \| \| Tribo Uvarieae \| \| \| \| |
|  |                                                                     |
|  | Tribo Monodoreae                                                    |
|  |                                                                     |
|  | Tribo Uvarieae                                                      |
|  |                                                                     |

|  | Tribo Monodoreae |
|  |                  |
|  | Tribo Uvarieae   |
|  |                  |

|  | Tribo Annoneae                                                      |
|  |                                                                     |
|  | \| \| Tribo Monodoreae \| \| \| \| \| \| Tribo Uvarieae \| \| \| \| |
|  |                                                                     |
|  | Tribo Monodoreae                                                    |
|  |                                                                     |
|  | Tribo Uvarieae                                                      |
|  |                                                                     |

|  | Tribo Monodoreae |
|  |                  |
|  | Tribo Uvarieae   |
|  |                  |

|  | Tribo Annoneae                                                      |
|  |                                                                     |
|  | \| \| Tribo Monodoreae \| \| \| \| \| \| Tribo Uvarieae \| \| \| \| |
|  |                                                                     |
|  | Tribo Monodoreae                                                    |
|  |                                                                     |
|  | Tribo Uvarieae                                                      |
|  |                                                                     |

|  | Tribo Monodoreae |
|  |                  |
|  | Tribo Uvarieae   |
|  |                  |

|  | Tribo Annoneae                                                      |
|  |                                                                     |
|  | \| \| Tribo Monodoreae \| \| \| \| \| \| Tribo Uvarieae \| \| \| \| |
|  |                                                                     |
|  | Tribo Monodoreae                                                    |
|  |                                                                     |
|  | Tribo Uvarieae                                                      |
|  |                                                                     |

|  | Tribo Monodoreae |
|  |                  |
|  | Tribo Uvarieae   |
|  |                  |

|  | Tribo Annoneae                                                      |
|  |                                                                     |
|  | \| \| Tribo Monodoreae \| \| \| \| \| \| Tribo Uvarieae \| \| \| \| |
|  |                                                                     |
|  | Tribo Monodoreae                                                    |
|  |                                                                     |
|  | Tribo Uvarieae                                                      |
|  |                                                                     |

|  | Tribo Monodoreae |
|  |                  |
|  | Tribo Uvarieae   |
|  |                  |

|  | Tribo Annoneae                                                      |
|  |                                                                     |
|  | \| \| Tribo Monodoreae \| \| \| \| \| \| Tribo Uvarieae \| \| \| \| |
|  |                                                                     |
|  | Tribo Monodoreae                                                    |
|  |                                                                     |
|  | Tribo Uvarieae                                                      |
|  |                                                                     |

|  | Tribo Monodoreae |
|  |                  |
|  | Tribo Uvarieae   |
|  |                  |

|  | Tribo Annoneae                                                      |
|  |                                                                     |
|  | \| \| Tribo Monodoreae \| \| \| \| \| \| Tribo Uvarieae \| \| \| \| |
|  |                                                                     |
|  | Tribo Monodoreae                                                    |
|  |                                                                     |
|  | Tribo Uvarieae                                                      |
|  |                                                                     |

|  | Tribo Monodoreae |
|  |                  |
|  | Tribo Uvarieae   |
|  |                  |

|  | Tribo Annoneae                                                      |
|  |                                                                     |
|  | \| \| Tribo Monodoreae \| \| \| \| \| \| Tribo Uvarieae \| \| \| \| |
|  |                                                                     |
|  | Tribo Monodoreae                                                    |
|  |                                                                     |
|  | Tribo Uvarieae                                                      |
|  |                                                                     |

|  | Tribo Monodoreae |
|  |                  |
|  | Tribo Uvarieae   |
|  |                  |

|  | Tribo Annoneae                                                      |
|  |                                                                     |
|  | \| \| Tribo Monodoreae \| \| \| \| \| \| Tribo Uvarieae \| \| \| \| |
|  |                                                                     |
|  | Tribo Monodoreae                                                    |
|  |                                                                     |
|  | Tribo Uvarieae                                                      |
|  |                                                                     |

|  | Tribo Monodoreae |
|  |                  |
|  | Tribo Uvarieae   |
|  |                  |

|  | Tribo Annoneae                                                      |
|  |                                                                     |
|  | \| \| Tribo Monodoreae \| \| \| \| \| \| Tribo Uvarieae \| \| \| \| |
|  |                                                                     |
|  | Tribo Monodoreae                                                    |
|  |                                                                     |
|  | Tribo Uvarieae                                                      |
|  |                                                                     |

|  | Tribo Monodoreae |
|  |                  |
|  | Tribo Uvarieae   |
|  |                  |

|  | Tribo Annoneae                                                      |
|  |                                                                     |
|  | \| \| Tribo Monodoreae \| \| \| \| \| \| Tribo Uvarieae \| \| \| \| |
|  |                                                                     |
|  | Tribo Monodoreae                                                    |
|  |                                                                     |
|  | Tribo Uvarieae                                                      |
|  |                                                                     |

|  | Tribo Monodoreae |
|  |                  |
|  | Tribo Uvarieae   |
|  |                  |

|  | Tribo Annoneae                                                      |
|  |                                                                     |
|  | \| \| Tribo Monodoreae \| \| \| \| \| \| Tribo Uvarieae \| \| \| \| |
|  |                                                                     |
|  | Tribo Monodoreae                                                    |
|  |                                                                     |
|  | Tribo Uvarieae                                                      |
|  |                                                                     |

|  | Tribo Monodoreae |
|  |                  |
|  | Tribo Uvarieae   |
|  |                  |

|  | Tribo Annoneae                                                      |
|  |                                                                     |
|  | \| \| Tribo Monodoreae \| \| \| \| \| \| Tribo Uvarieae \| \| \| \| |
|  |                                                                     |
|  | Tribo Monodoreae                                                    |
|  |                                                                     |
|  | Tribo Uvarieae                                                      |
|  |                                                                     |

|  | Tribo Monodoreae |
|  |                  |
|  | Tribo Uvarieae   |
|  |                  |

|  | Tribo Annoneae                                                      |
|  |                                                                     |
|  | \| \| Tribo Monodoreae \| \| \| \| \| \| Tribo Uvarieae \| \| \| \| |
|  |                                                                     |
|  | Tribo Monodoreae                                                    |
|  |                                                                     |
|  | Tribo Uvarieae                                                      |
|  |                                                                     |

|  | Tribo Monodoreae |
|  |                  |
|  | Tribo Uvarieae   |
|  |                  |

|  | Tribo Annoneae                                                      |
|  |                                                                     |
|  | \| \| Tribo Monodoreae \| \| \| \| \| \| Tribo Uvarieae \| \| \| \| |
|  |                                                                     |
|  | Tribo Monodoreae                                                    |
|  |                                                                     |
|  | Tribo Uvarieae                                                      |
|  |                                                                     |

|  | Tribo Monodoreae |
|  |                  |
|  | Tribo Uvarieae   |
|  |                  |

|  | Tribo Malmeeae                                                         |
|  |                                                                        |
|  | Tribo Maasieae                                                         |
|  |                                                                        |
|  | \| \| Tribo Monocarpieae \| \| \| \| \| \| Tribo Miliuseae \| \| \| \| |
|  |                                                                        |
|  | Tribo Monocarpieae                                                     |
|  |                                                                        |
|  | Tribo Miliuseae                                                        |
|  |                                                                        |

|  | Tribo Monocarpieae |
|  |                    |
|  | Tribo Miliuseae    |
|  |                    |

|  | Tribo Malmeeae                                                         |
|  |                                                                        |
|  | Tribo Maasieae                                                         |
|  |                                                                        |
|  | \| \| Tribo Monocarpieae \| \| \| \| \| \| Tribo Miliuseae \| \| \| \| |
|  |                                                                        |
|  | Tribo Monocarpieae                                                     |
|  |                                                                        |
|  | Tribo Miliuseae                                                        |
|  |                                                                        |

|  | Tribo Monocarpieae |
|  |                    |
|  | Tribo Miliuseae    |
|  |                    |

|  | Tribo Annoneae                                                      |
|  |                                                                     |
|  | \| \| Tribo Monodoreae \| \| \| \| \| \| Tribo Uvarieae \| \| \| \| |
|  |                                                                     |
|  | Tribo Monodoreae                                                    |
|  |                                                                     |
|  | Tribo Uvarieae                                                      |
|  |                                                                     |

|  | Tribo Monodoreae |
|  |                  |
|  | Tribo Uvarieae   |
|  |                  |

|  | Tribo Annoneae                                                      |
|  |                                                                     |
|  | \| \| Tribo Monodoreae \| \| \| \| \| \| Tribo Uvarieae \| \| \| \| |
|  |                                                                     |
|  | Tribo Monodoreae                                                    |
|  |                                                                     |
|  | Tribo Uvarieae                                                      |
|  |                                                                     |

|  | Tribo Monodoreae |
|  |                  |
|  | Tribo Uvarieae   |
|  |                  |

|  | Tribo Annoneae                                                      |
|  |                                                                     |
|  | \| \| Tribo Monodoreae \| \| \| \| \| \| Tribo Uvarieae \| \| \| \| |
|  |                                                                     |
|  | Tribo Monodoreae                                                    |
|  |                                                                     |
|  | Tribo Uvarieae                                                      |
|  |                                                                     |

|  | Tribo Monodoreae |
|  |                  |
|  | Tribo Uvarieae   |
|  |                  |

|  | Tribo Annoneae                                                      |
|  |                                                                     |
|  | \| \| Tribo Monodoreae \| \| \| \| \| \| Tribo Uvarieae \| \| \| \| |
|  |                                                                     |
|  | Tribo Monodoreae                                                    |
|  |                                                                     |
|  | Tribo Uvarieae                                                      |
|  |                                                                     |

|  | Tribo Monodoreae |
|  |                  |
|  | Tribo Uvarieae   |
|  |                  |

|  | Tribo Annoneae                                                      |
|  |                                                                     |
|  | \| \| Tribo Monodoreae \| \| \| \| \| \| Tribo Uvarieae \| \| \| \| |
|  |                                                                     |
|  | Tribo Monodoreae                                                    |
|  |                                                                     |
|  | Tribo Uvarieae                                                      |
|  |                                                                     |

|  | Tribo Monodoreae |
|  |                  |
|  | Tribo Uvarieae   |
|  |                  |

|  | Tribo Annoneae                                                      |
|  |                                                                     |
|  | \| \| Tribo Monodoreae \| \| \| \| \| \| Tribo Uvarieae \| \| \| \| |
|  |                                                                     |
|  | Tribo Monodoreae                                                    |
|  |                                                                     |
|  | Tribo Uvarieae                                                      |
|  |                                                                     |

|  | Tribo Monodoreae |
|  |                  |
|  | Tribo Uvarieae   |
|  |                  |

|  | Tribo Annoneae                                                      |
|  |                                                                     |
|  | \| \| Tribo Monodoreae \| \| \| \| \| \| Tribo Uvarieae \| \| \| \| |
|  |                                                                     |
|  | Tribo Monodoreae                                                    |
|  |                                                                     |
|  | Tribo Uvarieae                                                      |
|  |                                                                     |

|  | Tribo Monodoreae |
|  |                  |
|  | Tribo Uvarieae   |
|  |                  |

|  | Tribo Annoneae                                                      |
|  |                                                                     |
|  | \| \| Tribo Monodoreae \| \| \| \| \| \| Tribo Uvarieae \| \| \| \| |
|  |                                                                     |
|  | Tribo Monodoreae                                                    |
|  |                                                                     |
|  | Tribo Uvarieae                                                      |
|  |                                                                     |

|  | Tribo Monodoreae |
|  |                  |
|  | Tribo Uvarieae   |
|  |                  |

|  | Tribo Annoneae                                                      |
|  |                                                                     |
|  | \| \| Tribo Monodoreae \| \| \| \| \| \| Tribo Uvarieae \| \| \| \| |
|  |                                                                     |
|  | Tribo Monodoreae                                                    |
|  |                                                                     |
|  | Tribo Uvarieae                                                      |
|  |                                                                     |

|  | Tribo Monodoreae |
|  |                  |
|  | Tribo Uvarieae   |
|  |                  |

|  | Tribo Annoneae                                                      |
|  |                                                                     |
|  | \| \| Tribo Monodoreae \| \| \| \| \| \| Tribo Uvarieae \| \| \| \| |
|  |                                                                     |
|  | Tribo Monodoreae                                                    |
|  |                                                                     |
|  | Tribo Uvarieae                                                      |
|  |                                                                     |

|  | Tribo Monodoreae |
|  |                  |
|  | Tribo Uvarieae   |
|  |                  |

|  | Tribo Annoneae                                                      |
|  |                                                                     |
|  | \| \| Tribo Monodoreae \| \| \| \| \| \| Tribo Uvarieae \| \| \| \| |
|  |                                                                     |
|  | Tribo Monodoreae                                                    |
|  |                                                                     |
|  | Tribo Uvarieae                                                      |
|  |                                                                     |

|  | Tribo Monodoreae |
|  |                  |
|  | Tribo Uvarieae   |
|  |                  |

|  | Tribo Annoneae                                                      |
|  |                                                                     |
|  | \| \| Tribo Monodoreae \| \| \| \| \| \| Tribo Uvarieae \| \| \| \| |
|  |                                                                     |
|  | Tribo Monodoreae                                                    |
|  |                                                                     |
|  | Tribo Uvarieae                                                      |
|  |                                                                     |

|  | Tribo Monodoreae |
|  |                  |
|  | Tribo Uvarieae   |
|  |                  |

|  | Tribo Annoneae                                                      |
|  |                                                                     |
|  | \| \| Tribo Monodoreae \| \| \| \| \| \| Tribo Uvarieae \| \| \| \| |
|  |                                                                     |
|  | Tribo Monodoreae                                                    |
|  |                                                                     |
|  | Tribo Uvarieae                                                      |
|  |                                                                     |

|  | Tribo Monodoreae |
|  |                  |
|  | Tribo Uvarieae   |
|  |                  |

|  | Tribo Annoneae                                                      |
|  |                                                                     |
|  | \| \| Tribo Monodoreae \| \| \| \| \| \| Tribo Uvarieae \| \| \| \| |
|  |                                                                     |
|  | Tribo Monodoreae                                                    |
|  |                                                                     |
|  | Tribo Uvarieae                                                      |
|  |                                                                     |

|  | Tribo Monodoreae |
|  |                  |
|  | Tribo Uvarieae   |
|  |                  |

|  | Tribo Annoneae                                                      |
|  |                                                                     |
|  | \| \| Tribo Monodoreae \| \| \| \| \| \| Tribo Uvarieae \| \| \| \| |
|  |                                                                     |
|  | Tribo Monodoreae                                                    |
|  |                                                                     |
|  | Tribo Uvarieae                                                      |
|  |                                                                     |

|  | Tribo Monodoreae |
|  |                  |
|  | Tribo Uvarieae   |
|  |                  |

|  | Tribo Annoneae                                                      |
|  |                                                                     |
|  | \| \| Tribo Monodoreae \| \| \| \| \| \| Tribo Uvarieae \| \| \| \| |
|  |                                                                     |
|  | Tribo Monodoreae                                                    |
|  |                                                                     |
|  | Tribo Uvarieae                                                      |
|  |                                                                     |

|  | Tribo Monodoreae |
|  |                  |
|  | Tribo Uvarieae   |
|  |                  |

|  | Tribo Malmeeae                                                         |
|  |                                                                        |
|  | Tribo Maasieae                                                         |
|  |                                                                        |
|  | \| \| Tribo Monocarpieae \| \| \| \| \| \| Tribo Miliuseae \| \| \| \| |
|  |                                                                        |
|  | Tribo Monocarpieae                                                     |
|  |                                                                        |
|  | Tribo Miliuseae                                                        |
|  |                                                                        |

|  | Tribo Monocarpieae |
|  |                    |
|  | Tribo Miliuseae    |
|  |                    |

|  | Tribo Malmeeae                                                         |
|  |                                                                        |
|  | Tribo Maasieae                                                         |
|  |                                                                        |
|  | \| \| Tribo Monocarpieae \| \| \| \| \| \| Tribo Miliuseae \| \| \| \| |
|  |                                                                        |
|  | Tribo Monocarpieae                                                     |
|  |                                                                        |
|  | Tribo Miliuseae                                                        |
|  |                                                                        |

|  | Tribo Monocarpieae |
|  |                    |
|  | Tribo Miliuseae    |
|  |                    |

|  | Tribo Annoneae                                                      |
|  |                                                                     |
|  | \| \| Tribo Monodoreae \| \| \| \| \| \| Tribo Uvarieae \| \| \| \| |
|  |                                                                     |
|  | Tribo Monodoreae                                                    |
|  |                                                                     |
|  | Tribo Uvarieae                                                      |
|  |                                                                     |

|  | Tribo Monodoreae |
|  |                  |
|  | Tribo Uvarieae   |
|  |                  |

|  | Tribo Annoneae                                                      |
|  |                                                                     |
|  | \| \| Tribo Monodoreae \| \| \| \| \| \| Tribo Uvarieae \| \| \| \| |
|  |                                                                     |
|  | Tribo Monodoreae                                                    |
|  |                                                                     |
|  | Tribo Uvarieae                                                      |
|  |                                                                     |

|  | Tribo Monodoreae |
|  |                  |
|  | Tribo Uvarieae   |
|  |                  |

|  | Tribo Annoneae                                                      |
|  |                                                                     |
|  | \| \| Tribo Monodoreae \| \| \| \| \| \| Tribo Uvarieae \| \| \| \| |
|  |                                                                     |
|  | Tribo Monodoreae                                                    |
|  |                                                                     |
|  | Tribo Uvarieae                                                      |
|  |                                                                     |

|  | Tribo Monodoreae |
|  |                  |
|  | Tribo Uvarieae   |
|  |                  |

|  | Tribo Annoneae                                                      |
|  |                                                                     |
|  | \| \| Tribo Monodoreae \| \| \| \| \| \| Tribo Uvarieae \| \| \| \| |
|  |                                                                     |
|  | Tribo Monodoreae                                                    |
|  |                                                                     |
|  | Tribo Uvarieae                                                      |
|  |                                                                     |

|  | Tribo Monodoreae |
|  |                  |
|  | Tribo Uvarieae   |
|  |                  |

|  | Tribo Annoneae                                                      |
|  |                                                                     |
|  | \| \| Tribo Monodoreae \| \| \| \| \| \| Tribo Uvarieae \| \| \| \| |
|  |                                                                     |
|  | Tribo Monodoreae                                                    |
|  |                                                                     |
|  | Tribo Uvarieae                                                      |
|  |                                                                     |

|  | Tribo Monodoreae |
|  |                  |
|  | Tribo Uvarieae   |
|  |                  |

|  | Tribo Annoneae                                                      |
|  |                                                                     |
|  | \| \| Tribo Monodoreae \| \| \| \| \| \| Tribo Uvarieae \| \| \| \| |
|  |                                                                     |
|  | Tribo Monodoreae                                                    |
|  |                                                                     |
|  | Tribo Uvarieae                                                      |
|  |                                                                     |

|  | Tribo Monodoreae |
|  |                  |
|  | Tribo Uvarieae   |
|  |                  |

|  | Tribo Annoneae                                                      |
|  |                                                                     |
|  | \| \| Tribo Monodoreae \| \| \| \| \| \| Tribo Uvarieae \| \| \| \| |
|  |                                                                     |
|  | Tribo Monodoreae                                                    |
|  |                                                                     |
|  | Tribo Uvarieae                                                      |
|  |                                                                     |

|  | Tribo Monodoreae |
|  |                  |
|  | Tribo Uvarieae   |
|  |                  |

|  | Tribo Annoneae                                                      |
|  |                                                                     |
|  | \| \| Tribo Monodoreae \| \| \| \| \| \| Tribo Uvarieae \| \| \| \| |
|  |                                                                     |
|  | Tribo Monodoreae                                                    |
|  |                                                                     |
|  | Tribo Uvarieae                                                      |
|  |                                                                     |

|  | Tribo Monodoreae |
|  |                  |
|  | Tribo Uvarieae   |
|  |                  |

|  | Tribo Annoneae                                                      |
|  |                                                                     |
|  | \| \| Tribo Monodoreae \| \| \| \| \| \| Tribo Uvarieae \| \| \| \| |
|  |                                                                     |
|  | Tribo Monodoreae                                                    |
|  |                                                                     |
|  | Tribo Uvarieae                                                      |
|  |                                                                     |

|  | Tribo Monodoreae |
|  |                  |
|  | Tribo Uvarieae   |
|  |                  |

|  | Tribo Annoneae                                                      |
|  |                                                                     |
|  | \| \| Tribo Monodoreae \| \| \| \| \| \| Tribo Uvarieae \| \| \| \| |
|  |                                                                     |
|  | Tribo Monodoreae                                                    |
|  |                                                                     |
|  | Tribo Uvarieae                                                      |
|  |                                                                     |

|  | Tribo Monodoreae |
|  |                  |
|  | Tribo Uvarieae   |
|  |                  |

|  | Tribo Annoneae                                                      |
|  |                                                                     |
|  | \| \| Tribo Monodoreae \| \| \| \| \| \| Tribo Uvarieae \| \| \| \| |
|  |                                                                     |
|  | Tribo Monodoreae                                                    |
|  |                                                                     |
|  | Tribo Uvarieae                                                      |
|  |                                                                     |

|  | Tribo Monodoreae |
|  |                  |
|  | Tribo Uvarieae   |
|  |                  |

|  | Tribo Annoneae                                                      |
|  |                                                                     |
|  | \| \| Tribo Monodoreae \| \| \| \| \| \| Tribo Uvarieae \| \| \| \| |
|  |                                                                     |
|  | Tribo Monodoreae                                                    |
|  |                                                                     |
|  | Tribo Uvarieae                                                      |
|  |                                                                     |

|  | Tribo Monodoreae |
|  |                  |
|  | Tribo Uvarieae   |
|  |                  |

|  | Tribo Annoneae                                                      |
|  |                                                                     |
|  | \| \| Tribo Monodoreae \| \| \| \| \| \| Tribo Uvarieae \| \| \| \| |
|  |                                                                     |
|  | Tribo Monodoreae                                                    |
|  |                                                                     |
|  | Tribo Uvarieae                                                      |
|  |                                                                     |

|  | Tribo Monodoreae |
|  |                  |
|  | Tribo Uvarieae   |
|  |                  |

|  | Tribo Annoneae                                                      |
|  |                                                                     |
|  | \| \| Tribo Monodoreae \| \| \| \| \| \| Tribo Uvarieae \| \| \| \| |
|  |                                                                     |
|  | Tribo Monodoreae                                                    |
|  |                                                                     |
|  | Tribo Uvarieae                                                      |
|  |                                                                     |

|  | Tribo Monodoreae |
|  |                  |
|  | Tribo Uvarieae   |
|  |                  |

|  | Tribo Annoneae                                                      |
|  |                                                                     |
|  | \| \| Tribo Monodoreae \| \| \| \| \| \| Tribo Uvarieae \| \| \| \| |
|  |                                                                     |
|  | Tribo Monodoreae                                                    |
|  |                                                                     |
|  | Tribo Uvarieae                                                      |
|  |                                                                     |

|  | Tribo Monodoreae |
|  |                  |
|  | Tribo Uvarieae   |
|  |                  |

|  | Tribo Annoneae                                                      |
|  |                                                                     |
|  | \| \| Tribo Monodoreae \| \| \| \| \| \| Tribo Uvarieae \| \| \| \| |
|  |                                                                     |
|  | Tribo Monodoreae                                                    |
|  |                                                                     |
|  | Tribo Uvarieae                                                      |
|  |                                                                     |

|  | Tribo Monodoreae |
|  |                  |
|  | Tribo Uvarieae   |
|  |                  |

### Subfamílias, tribos e géneros
A estruturação interna da família Annonaceae, com o posicionamento e distribuição natural dos géneros, é a seguinte:
- Subfamília Anaxagoreoideae Chatrou, Pirie, Erkens & Couvreur — contém apenas um género:
  - Anaxagorea A.St.-Hil. — com cerca de 30 espécies, com distribuição natural no Neotropis e numa vasta região que vai do Sri Lanka até ao extremo ocidental do Arquipélago Malaio.[12]
- Subfamília Ambavioideae Chatrou, Pirie, Erkens & Couvreur[12] — compreende 9 géneros com cerca de 50 espécies, com distribuição natural em toda a cintura tropical:
  - Ambavia Le Thomas — com duas espécies, nativas de Madagáscar.
  - Cananga (DC.) Hook.f. & Thomson — com duas espécies, nativas da Ásia e da Austrália, entre as quais:
    - Cananga odorata (Lam.) Hook. f. & Thoms., o ylang-ylang.

  - Cleistopholis Pierre ex Engl. — com 3-4 espécies, nativas da África tropical.
  - Cyathocalyx Champ. ex Hook.f. & Thomson — com cerca de 7 espécies, nativas da Indomalésia.
  - Drepananthus Maingay ex Hook.f. — com cerca de 26 espécies, nativas do Sueste Asiático.
  - Lettowianthus Diels — com apenas uma espécie:
    - Lettowianthus stellatus Diels — nativa das regiões tropicais da África Oriental.

  - Meiocarpidium Engl. & Diels — com apenas uma espécie:
    - Meiocarpidium lepidotum Engl. & Diels — nativa das regiões tropicais da África Ocidental.

  - Mezzettia Becc. — com 2-3 espécies, nativas da região ocidental da Malésia.
  - Tetrameranthus R.E.Fr. — com cerca de 6 espécies, nativas das regiões tropicais da América do Sul.
- Subfamília Annonoideae[12] — compreende 51 géneros com mais de 1515 espécies:
  - Tribo Bocageeae[12] — agrupa 7 géneros, com cerca de 60 espécies, do Neotropis e um único género monotípico da África Oriental:
    - Bocagea A.St.-Hil. — com 2 espécies, nativas do Neotropis.
    - Cardiopetalum Schltdl. — com 3 espécies, nativas das regiões tropicais da América do Sul.
    - Cymbopetalum Benth. — as cerca de 27 espécies são nativas da região que vai do México às regiões tropicais da América do Sul.
    - Froesiodendron R.E.Fr. — as 3 espécies são nativas das regiões tropicais da América do Sul.
    - Hornschuchia Nees  — as cerca de 10 espécies são nativas do Brasil.
    - Mkilua Verdc.  — contém apenas uma espécie:
      - Mkilua fragrans Verdc.  — nativa das regiões tropicais da África Oriental.

    - Porcelia Ruiz & Pav. — cerca de 7 espécies, nativas do Neotropis.
    - Trigynaea Schltdl. — as cerca de 12 espécies são nativas do norte da América do Sul.

  - Tribo Xylopieae[12] — agrupa dois géneros pantropicais, com cerca de 260 espécies:
    - Artabotrys R.Br. (sin.: Ropalopetalum Griff.) — as cerca de 100 espécies são nativas das regiões tropicais da África e Ásia.
    - Xylopia L. — as cerca de 160 espécies têm distribuição natural nas regiões tropicais da África, do Novo Mundo e do Sueste da Ásia.

  - Tribo Duguetieae Chatrou & R.M.K.Saunders[12] — com 5 géneros e cerca de 100 espécies, com centros de diversidade nas regiões tropicais da América e África:
    - Duckeanthus R.E.Fr. — contém apenas uma espécie:
      - Duckeanthus grandiflorus R.E. Fr. — nativa das regiões tropicais da América do Sul.

    - Duguetia A.St.-Hil. — as cerca de 90 espécies nativas do Neotropis.
    - Fusaea (Baill.) Saff. — as 2 espécies são nativas das regiões tropicais da América do Sul.
    - Letestudoxa Pellegr. — as 3 espécies são nativas do oeste da África tropical.
    - Pseudartabotrys Pellegr. — contém apenas uma espécie:
      - Pseudartabotrys letestui Pellegr. — nativa das regiões tropicais do oeste da África .

  - Tribo Guatterieae:[12]:
    - Guatteria Ruiz & Pav. (incluindo Guatteriella R.E.Fr., Guatteriopsis R.E.Fr., Heteropetalum Benth.)[13] — com mais de 250 espécies, nativas das regiões tropicais da América.

  - Tribo Annoneae[12] — agrupa 8 géneros e cerca de 330 espécies:
    - Annona L. (incluindo Guanabanus Mill., Raimondia Saff., Rollinia A. St.-Hil., Rolliniopsis Saff.) — agrupa de 162 a 175 espécies.
    - Anonidium Engl. & Diels — as cerca de 4 espécies são nativas das regiões tropicais da África.
    - Asimina Adans. (incluindo Deeringothamnus Small[14], Orchidocarpum Michx., Pityothamnus Small) — as cerca de 8 espécies são nativas da América do Norte, entre as quais as conhecidas por papau.
    - Boutiquea Le Thomas — contém apenas uma espécie:
      - Boutiquea platypetala (Engl. & Diels) Le Thomas — nativa da África Ocidental.

    - Diclinanona Diels — as 3 espécies são nativas do Peru e Brasil.
    - Disepalum Hook. f. — as cerca de 9 espécies são nativas da região ocidental da Malésia.
    - Goniothalamus (Blume) Hook.f. & Thomson (incluindo Richella A.Gray)[14] — as cerca de 134 espécies são nativas da Indomalésia.
    - Neostenanthera Exell — as cerca de 4 espécies são nativas das regiões tropicais da África.

  - Tribo Monodoreae[12] — agrupa 11 géneros, com cerca de 90 espécies, nativos das regiões tropicais da África:
    - Asteranthe Engl. & Diels — as cerca de 3 espécies são nativas das regiões tropicais da África Oriental.
    - Hexalobus A.DC. — as cerca de 5 espécies são nativas da África e Madagáscar.
    - Isolona Engl. — as cerca de 20 espécies são nativas da África e Madagáscar.
    - Mischogyne Exell — com 2 espécies, nativas das regiões tropicais da África.
    - Monocyclanthus Keay — contém apenas uma espécie:
      - Monocyclanthus vignei Keay — nativa das regiões tropicais da África Ocidental.

    - Monodora Dunal — com cerca de 16 espécies, nativas das regiões tropicais da África.
    - Ophrypetalum Diels — contém apenas uma espécie:
      - Ophrypetalum odoratum Diels — nativa das regiões tropicais da África Oriental.

    - Sanrafaelia Verdc. — contém apenas uma espécie:
      - Sanrafaelia ruffonammari Verdc. — nativa da Tanzânia.

    - Uvariastrum Engl. — com cerca de 8 espécies, nativas das regiões tropicais da África.
    - Uvariodendron (Engl. & Diels) R.E.Fr. — as cerca de 15 espécies são nativas das regiões tropicais da África.
    - Uvariopsis Engl. — as cerca de 16 espécies são nativas das regiões tropicais da África.

  - Tribo Uvarieae[12][15] — agrupa cerca de 17 géneros, com cerca de 425 espécies, nativos da região Paleotropical:
    - Afroguatteria Boutique — com 2 espécies, nativas das regiões tropicais da África.
    - Cleistochlamys Oliv. — contém apenas uma espécie:
      - Cleistochlamys kirkii (Benth.) Oliv. — nativa das regiões tropicais da África Oriental.

    - Dasymaschalon (Hook.f. & Thomson) Dalla Torre & Harms — as cerca de 21 espécies são nativas da região que vai da China à Indomalésia.
    - Desmos Lour. — as cerca de 26 espécies são nativas da região que vai da Indomalésia até as ilhas do Pacífico Ocidental.
    - Dielsiothamnus R.E.Fr. — contém apenas uma espécie:
      - Dielsiothamnus divaricatus (Diels) R.E.Fr. — nativa das regiões tropicais da África Oriental.

    - Exellia Boutique — contém apenas uma espécie:
      - Exellia scamnopetala (Exell) Boutique — nativa das regiões tropicais da África.

    - Fissistigma Griff. — com cerca de 50 espécies, nativas do Paleotropis.
    - Friesodielsia Steenis — as cerca de 50 espécies são nativas das regiões tropicais da África Ocidental e da Indomalésia.
    - Gilbertiella Boutique — contém apenas uma espécie:
      - Gilbertiella congolana Boutique — nativa das regiões tropicais da África.

    - Melodorum Lour. — as cerca de 10 espécies são nativas África, Sueste da Ásia e Austrália.
    - Mitrella Miq. — as cerca de 8 espécies são nativas das regiões tropicais da Ásia e Austrália.
    - Monanthotaxis Baill. — as cerca de 56 espécies são nativas das regiões tropicais da África e de Madagáscar.
    - Pyramidanthe Miq. — com 2 espécies, nativas da Malésia.
    - Schefferomitra Diels — contém apenas uma espécie:
      - Schefferomitra subaequalis (Scheff.) Diels — nativa da Nova Guiné.

    - Sphaerocoryne (Boerl.) Ridl. — com 3 espécies, nativas Sueste da Ásia.
    - Toussaintia Boutique — as 4 espécies são nativas das regiões tropicais da África.
    - Uvaria L. (incluindo Anomianthus Zoll., Balonga Le Thomas, Cyathostemma Griff., Dasoclema J.Sinclair, Ellipeia Hook.f. & Thomson, Ellipeiopsis R.E.Fr. e Rauwenhoffia Scheff.)[12][15] — com cerca de 190 espécies, nativas das regiões tropicais da África e Ásia.
- Subfamília Malmeoideae[12] — agrupa cerca de 46 géneros, com cerca de 750 espécies:
  - Tribo Piptostigmateae Chatrou & R.M.K.Saunders[12] — agrupa 5 géneros, com cerca de 33 espécies, nativos das regiões tropicais da África:
    - Annickia Setten & Maas — com cerca de 8 espécies, nativas das regiões tropicais da África.
    - Greenwayodendron Verdc. — com 2 espécies, nativas das regiões tropicais da África.
    - Mwasumbia Couvreur & D.M. Johnson — contém apenas uma espécie:
      - Mwasumbia alba Coucreur & D.M. Johnson — nativa da Tanzânia.

    - Piptostigma Oliv. — as cerca de 14 espécies são nativas das regiões tropicais da África.
    - Polyceratocarpus Engl. & Diels — as cerca de 8 espécies são nativas das regiões tropicais da África.

  - Tribo Malmeeae Chatrou & R.M.K.Saunders[12] — agrupa 13 géneros, com cerca de 180 espécies, nativos do Neotropis:
    - Bocageopsis R.E.Fr. — as cerca de 4 espécies são nativas do Neotropis .
    - Cremastosperma R.E.Fr. — as cerca de 29 espécies são nativas das regiões tropicais da América do Sul.
    - Ephedranthus S.Moore — as cerca de 6 espécies são nativas das regiões tropicais da América do Sul.
    - Klarobelia Chatrou — as cerca de 12 espécies são nativas da América Central e da América do Sul.
    - Malmea R.E.Fr. — as cerca de 6 espécies são nativas do Neotropis.
    - Mosannona Chatrou — as cerca de 14 espécies são nativas do Neotropis.
    - Onychopetalum R.E.Fr. — com 2 espécies, nativas Brasil.
    - Oxandra A.Rich. — as cerca de 28 espécies são nativas do Neotropis.
    - Pseudephedranthus Aristeg. — contém apenas uma espécie:
      - Pseudephedranthus fragrans (R.E.Fr.) Aristeg. — nativa do Brasil e Venezuela.

    - Pseudomalmea Chatrou — as cerca de 4 espécies são nativas do Brasil, Venezuela e Colômbia.
    - Pseudoxandra R.E.Fr. — as cerca de 23 espécies são nativas das regiões tropicais da América do Sul.
    - Ruizodendron R.E.Fr. — contém apenas uma espécie:
      - Ruizodendron ovale (Ruiz & Pav.) R.E.Fr. — nativa da Bolívia e Peru.

    - Unonopsis R.E.Fr. — as cerca de 48 espécies são nativas do Neotropis.

  - Tribo Maasieae Chatrou & R.M.K.Saunders[12] — monotípica, com:
    - Maasia Mols et al. — com 5-6 espécies, nativas da região que vai da Malésia à Nova Guiné.

  - Tribo Fenerivieae Chatrou & R.M.K.Saunders[12] — monotípica, com:
    - Fenerivia Diels — com cerca de 10 espécies, nativas de Madagáscar.

  - Tribo Dendrokingstonieae Chatrou & R.M.K.Saunders[12] — monotípica, com: 
    - Dendrokingstonia Rauschert — com cerca de 3 espécies, nativas do oeste da Malésia.[16]

  - Tribo Monocarpieae Chatrou & R.M.K.Saunders[12] — monotípica, com:
    - Monocarpia Miq. — com 4 espécies, nativas da Tailândia e Malésia.[17]

  - Tribo Miliuseae[12] — com cerca de 24 géneros pantropicais, agrupando cerca de 520 espécies:
    - Alphonsea Hook.f. & Thomson — as cerca de 25 espécies são nativas da China e Indomalésia.
    - Desmopsis Saff. — as cerca de 14 espécies são nativas do México, Caraíbas e Cuba.
    - Fitzalania F. Muell. — com 2 espécies, nativas das regiões tropicais da Austrália.
    - Hubera Chaowasku — as cerca de 27 espécies são nativas da África Oriental, Madagáscar, regiões tropicais da Ásia e ilhas do Pacífico Ocidental.[18]
    - Marsypopetalum Scheff. — com cerca de 6 espécies, nativas da Malésia.
    - Meiogyne Miq. — as cerca de 15 espécies são nativas da região que vai da Indomalésia até à Nova Guiné e Nova Caledónia.
    - Miliusa Lesch. ex A.DC. — as cerca de 50 espécies são nativas da Indomalésia e Austrália.
    - Mitrephora (Blume) Hook.f. & Thomson — as cerca de 47 espécies são nativas do Sueste da Ásia e Malésia.
    - Monoon Miq. (incluindo Cleistopetalum H. Okada, Enicosanthum Becc. e Woodiellantha Rauschert)[19] — as cerca de 60 espécies são nativas das regiões tropicais da Ásia e Austrália.
    - Neo-uvaria Airy Shaw — com 5 espécies, nativas do oeste da Malésia.
    - Oncodostigma Diels — com 1-2 espécies, nativas da Malésia.
    - Orophea Blume — as cerca de 50 espécies são nativas da Indomalésia.
    - Phaeanthus Hook.f. & Thomson — as cerca de 9 espécies são nativas da Indomalésia.
    - Phoenicanthus Alston — as 2 espécies são nativas do Sri Lanka.
    - Platymitra Boerl. — as 2 espécies são nativas da regiões do Sueste da Ásia, de Java às Filipinas.
    - Polyalthia Blume (incluindo Haplostichanthus F.Muell. e Papualthia Diels)[19] — com cerca de 80 espécies, nativas das regiões tropicais da África e Ásia.
    - Popowia Endl. — as cerca de 26 espécies são nativas das regiões tropicais da Ásia e Austrália.
    - Pseuduvaria Miq. (incluindo Craibella R.M.K.Saunders et al. e Oreomitra Diels)[14] — as cerca de 57 espécies são nativas do Sueste da Ásia, Malésia e Nova Guiné.
    - Sageraea Dalzell — as cerca de 9 espécies são nativas da Indomalésia.
    - Sapranthus Seem. — as cerca de 6 espécies são nativas da América Central.
    - Stelechocarpus Hook. f. & Thomson — as cerca de 3 espécies são nativas do Sueste da Ásia e da Malésia.
    - Stenanona Standl. — as cerca de 14 espécies são nativas do México e da América Central.
    - Tridimeris Baill. — as 2 espécies são nativas do México.
    - Trivalvaria (Miq.) Miq. — as cerca de 4 espécies são nativas da região que vai de Assam até ao oeste da  Malésia.

### Lista de géneros
A família Annonaceae possui 128 gêneros reconhecidos atualmente.
- Afroguatteria
- Alphonsea
- Ambavia
- Anaxagorea
- Ancana
- Annickia
- Annona
- Anomianthus
- Anonidium
- Artabotrys
- Asimina
- Asteranthe
- Balonga
- Bocagea
- Bocageopsis
- Boutiquea
- Cananga
- Cardiopetalum
- Chieniodendron
- Cleistochlamys
- Cleistopholis
- Craibella
- Cremastosperma
- Cyathocalyx
- Cyathostemma
- Cymbopetalum
- Dasymaschalon
- Deeringothamnus
- Dendrokingstonia
- Dennettia
- Desmopsis
- Desmos
- Diclinanona
- Dielsiothamnus
- Disepalum
- Drepananthus
- Duckeanthus
- Duguetia
- Ellipeiopsis
- Enicosanthum
- Ephedranthus
- Exellia
- Fenerivia
- Fissistigma
- Fitzalania
- Friesodielsia
- Froesiodendron
- Fusaea
- Gilbertiella
- Goniothalamus
- Greenwayodendron
- Guatteria
- Haplostichanthus
- Heteropetalum
- Hexalobus
- Hornschuchia
- Isolona
- Klarobelia
- Letestudoxa
- Lettowianthus
- Maasia
- Malmea
- Marsypopetalum
- Meiocarpidium
- Meiogyne
- Melodorum
- Mezzettia
- Mezzettiopsis
- Miliusa
- Mischogyne
- Mitrella
- Mitrephora
- Mkilua
- Monanthotaxis
- Monocarpia
- Monocyclanthus
- Monodora
- Mosannona
- Neo-uvaria
- Neostenanthera
- Onychopetalum
- Ophrypetalum
- Orophea
- Oxandra
- Oxymitra
- Pachypodanthium
- Papualthia
- Phaeanthus
- Phoenicanthus
- Piptostigma
- Platymitra
- Polyalthia
- Polyceratocarpus
- Popowia
- Porcelia
- Pseudannona
- Pseudartabotrys
- Pseudephedranthus
- Pseudomalmea
- Pseudoxandra
- Pseuduvaria
- Pyramidanthe
- Raimondia
- Richella
- Rollinia
- Rolliniopsis
- Ruizodendron
- Sageraea
- Sanrafaelia
- Sapranthus
- Schefferomitra
- Sphaerocoryne
- Stelechocarpus
- Stenanona
- Tetrameranthus
- Tetrastemma
- Toussaintia
- Tridimeris
- Trigynaea
- Trivalvaria
- Unona
- Unonopsis
- Uvaria
- Uvariastrum
- Uvariodendron
- Uvariopsis
- Woodiellantha
- Xylopia

### Usos e espécies notáveis

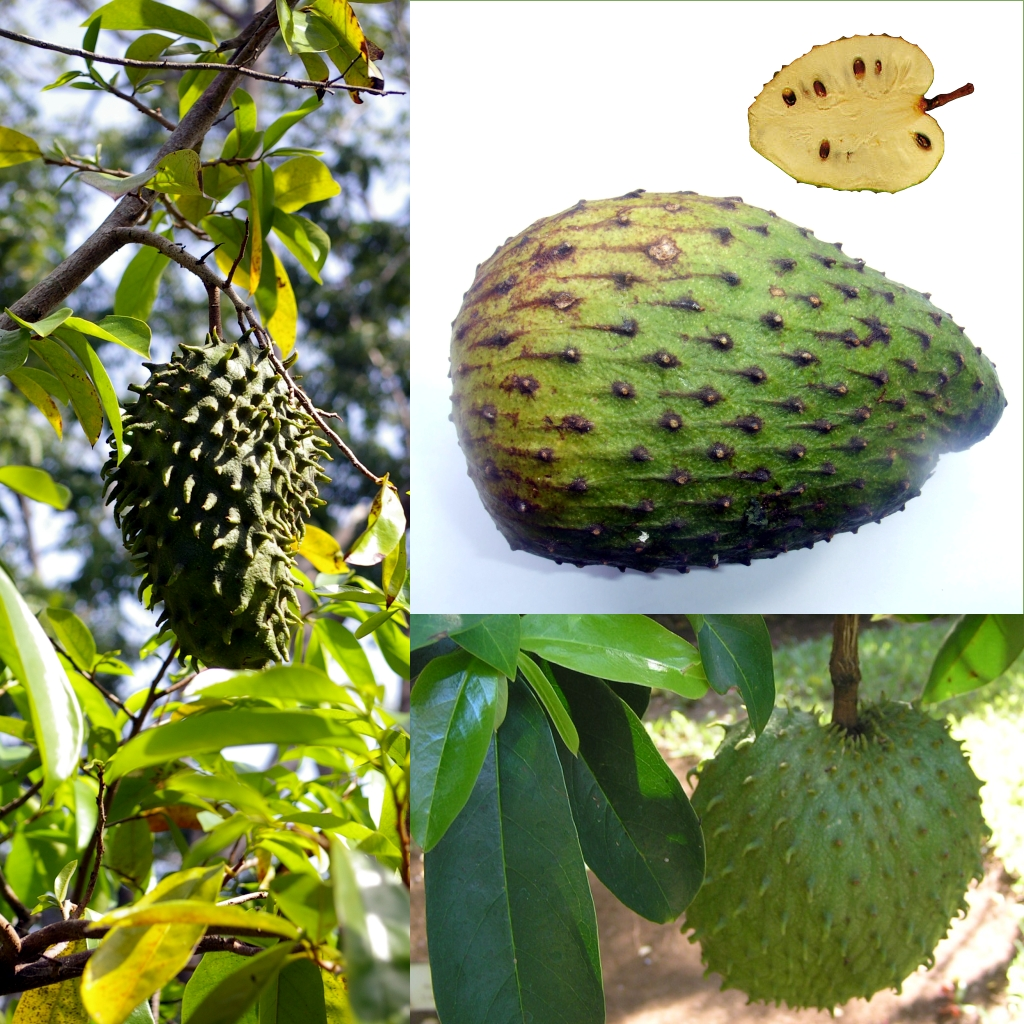
Annona muricata, a graviola.

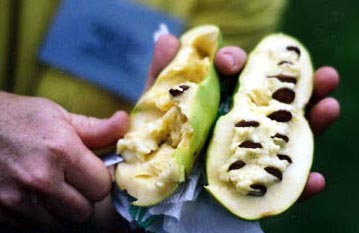
Fruto de Asimina triloba.

O principal interesse económico da família está centrado nos grandes frutos comestíveis de algumas espécies sul-americanas: a "anoneira" (Annona cherimola) cujo fruto é a "anona" ou "chirimoia"; a Annona muricata, cujo fruto é a "graviola"; e a Annona squamosa, cujo fruto é a "fruta-do-conde". Outras espécies importantes como fruteiras são o "mamoeiro" ou "condessa" (Annona reticulata), a "chirimoia-da-flórida" (Asimina triloba), a "ilama" (Annona diversifolia), a soncoya (Annona purpurea) e a atemoia (um híbrido de A. cherimola and A. squamosa) e o "biribá" (Rollinia mucosa, que merece reclassificação para Annona), todas americanas. Os principais géneros que produzem frutos comestíveis são Annona, Anonidium, Asimina, Rollinia e Uvaria. O nomes comuns destes frutos variam muito ao nível nacional e regional, sendo nalguns casos usados nomes iguais para espécies diferentes.
Recentemente o consumo da graviola,  o fruto de Annona muricata, foi fortemente indiciado como o agente causal de uma afecção neurlógica conhecida como "Parkinsonismo atípico", apontando-se a annonacina, presente em muitas das Annonaceae como a causa da donção. Pensa-se que a annonacina seja responsável por até 70% dos casos de parkinsonismo que ocorrem em Guadeloupe devido ao consumo de graviola na comida tradicional e ao uso da planta em medicina natural.
As flores do "ylang-ylang" (Cananga odorata) da Ásia são utilizadas para extracção de uma essência usada em perfumaria. O equivalente africano é a espécie Artabotrys hexapetalus.
O "xochinacaztli", flor sagrada dos aztecas, é a "flor-de-orelha" (Cymbopetalum penduliflorum) que se usa como condimento culinário e para a aromatização do chocolate no México e América Central.
Em África utilizam como substituto da noz-moscada as sementes de Monodora myristica e as sementes de Xylopia aethiopica, conhecidas como pimenta-da-guiné, são usadas em vez de pimenta.
Algumas madeiras de anonáceas apresentam especial interesse, entre as quais a "yaya" (Oxandra lanceolata) usada no fabrico de alças e de tacos de bilhar. Algumas madeiras são de uso local em construção civil e para postes.
Muitas espécies apresentam usos locais na farmacopeia da medicina tradicional devido aos seus componentes químicos. Algumas espécies são utilizadas na composição de sebes e de cercas vivas.
A família Annonaceae inclui as seguintes espécies com elevado interesse económico:
- Gravioleira (Annona muricata)
- Ateira (Annona squamosa) (frutos sao chamados de fruta-do-conde, ata e pinha, dependendo da região)
- Chirimoia (Annona cherimola, Mill)
- Atemoia (Annona cherimola × Annona squamosa)
- Araticum-de-casca-lisa (Annona coriacea)
- Biribazeiro (Rollinia mucosa)
- Maroleiro (Annona crassiflora)
- Pindaíba (Xylopia brasiliensis)
- Pimenta-de-macaco (Xylopia aromatica)
- Condessa (Annona reticulata)

A espécie Asimina triloba (conhecida por pawpaw ou banana-da-pradaria), com distribuição natural no leste dos Estados Unidos, está a ser estudada como uma potencial cultura comercial.